# Louis Soutter
Pour les articles homonymes, voir Soutter.
Louis Soutter est un artiste, peintre et dessinateur suisse, né à Morges le 4 juin 1871 et mort isolé par la Guerre à Ballaigues, près de Vallorbe, le 20 février 1942.
De son œuvre des années 1892 à 1922, il ne reste que quelques dessins et archives, Soutter ayant eu une vie riche en changements et en déplacements, dont six à sept ans aux États-Unis, marié à une Américaine et directeur enseignant du département d’art et de design au Colorado College, à Colorado Springs (Colorado), puis une quinzaine d'années comme violoniste en Suisse romande.
Louis Soutter produisit la plus grande partie de son œuvre, d'une grande richesse — des milliers de dessins, n'appartenant à aucune tendance artistique d'avant-guerre —, au cours de son placement à l'hospice pour vieillards de Ballaigues (Jura) de 1923 à sa mort. Son cousin Le Corbusier, Jean Giono, les Frères Vallotton, ainsi que ses amis réunis en Association des Amis de Soutter, des galeristes, éditeurs, conservateurs de musées, travaillèrent à faire découvrir son œuvre.
En 1945, Jean Dubuffet la découvrit grâce à Jean Giono. Dans un souci de préservation de son œuvre, il intégra Soutter dans sa collection d'Art brut, concept qu'il avait créé en 1945, dans lequel il intégrait les productions de créateurs non professionnels de l'art, indemnes de toute construction et de toute culture artistique.
Afin d'éviter l'assimilation de l'œuvre de Louis Soutter à une production d'Art brut, Dubuffet spécifia qu'il ne souhaitait pas qu'elle fût exposée à côté de productions d'Art brut, Soutter étant trop cultivé dans le domaine artistique — de par ses études, ses activités de professeur de dessin et de musique aux États-Unis, de violoniste à son retour en Suisse — pour appartenir à l'Art brut [réf. nécessaire].
Bien que Soutter ne fût pas un artiste d'Art brut, il garda, collé à son nom et à son art, l'étiquette « Art brut », à cause du marché spéculatif de l'Art brut.
Cette opinion fut lentement remise en question. Le temps, l'évolution de l'art, les écrits sur sa création, les expositions particulières et collectives, nationales et internationales de ses œuvres changèrent le regard posé sur lui, en particulier ces huit dernières années. Louis Soutter est aujourd'hui considéré comme l'un des plus grands artistes suisses de la première moitié du XXe siècle. Son œuvre s'inscrit dans l'art moderne.
On distingue cinq périodes dans son œuvre : la première, celle des œuvres classiques dite de « jeunesse », de 1892 à 1923, citée précédemment, celles, essentielles, des « cahiers », de 1923 à 1930, « maniériste », de 1930 à 1937, la période des « peintures » de 1937 à 1940, et, enfin, celle des « dessins aux doigts », de 1937 à 1942.

## Biographie

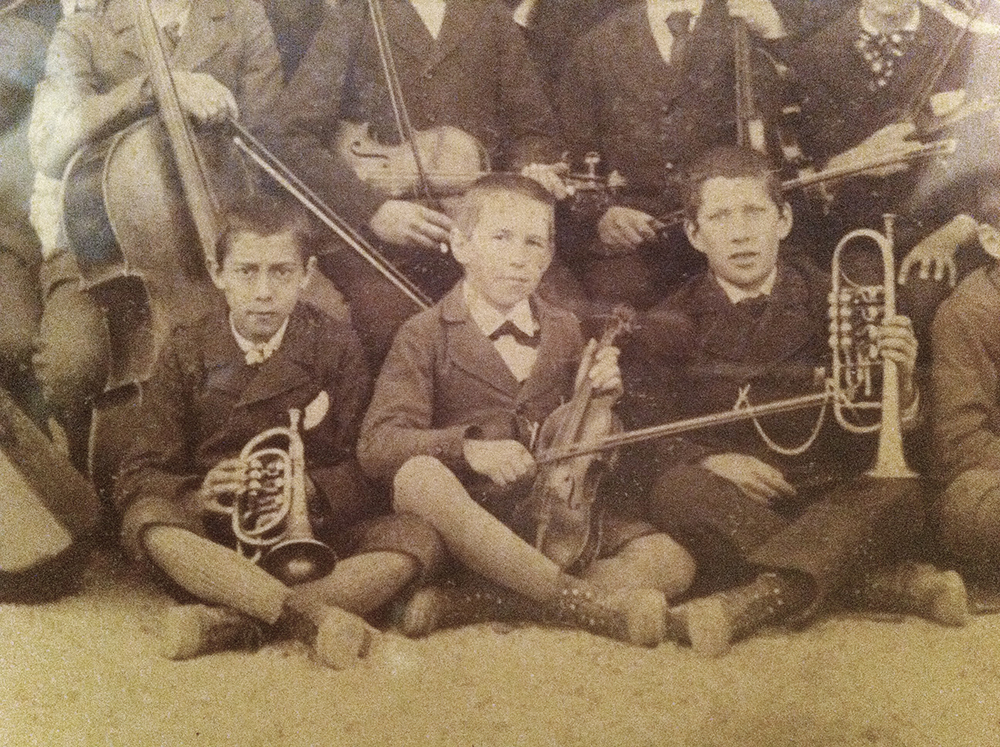
Louis Soutter (au centre) à l'âge de douze ans, violoniste au sein de l'orchestre « La Récréation », à Morges

Son père, Louis-Henry-Adolphe Soutter, était pharmacien. La pharmacie a été vendue à Max Billeter en 1940. Son fils Jean Billeter, écrivain, a occupé la chambre de Louis Soutter et en a tiré un livre, Dans la chambre du pornographe. Sa mère, Marie-Cécile Jeanneret-Piquet, était musicienne, professeur de chant à l'École supérieure de jeunes filles de Morges. Elle aimait organiser des concerts dans leur maison et se produisait à ces occasions. Son frère aîné, Albert, et sa sœur cadette, Jeanne-Louise, étaient également musiciens. Par sa mère, Louis Soutter était parent (cousin issu de germains) de Charles-Édouard Jeanneret-Gris, plus connu sous le pseudonyme de Le Corbusier ; celui-ci l'encouragea à continuer de créer, en lui achetant des dessins et, pour le faire connaître, en écrivant à son sujet dans la revue Minotaure, en organisant des expositions, dont deux aux États-Unis, au Wadsworth Atheneum, Hartford CT (1936), à la Weyhe Gallery, New York NY (1939).

### Études

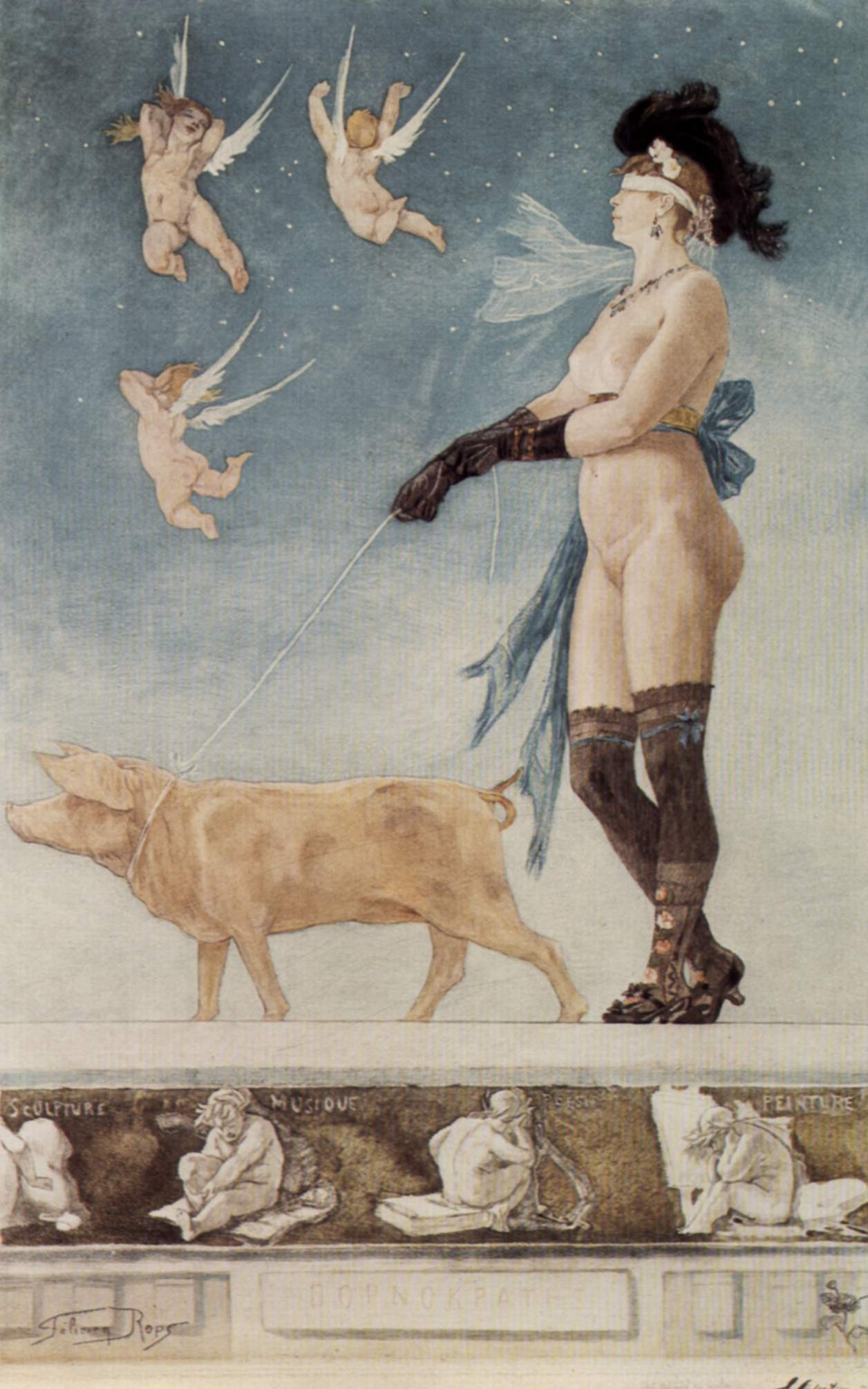
Pornocrates (ou « Pornokrates ») de Félicien Rops, dessin, 1879, date confirmée par une lettre de l'artiste, cette année-là, à H. Liesse

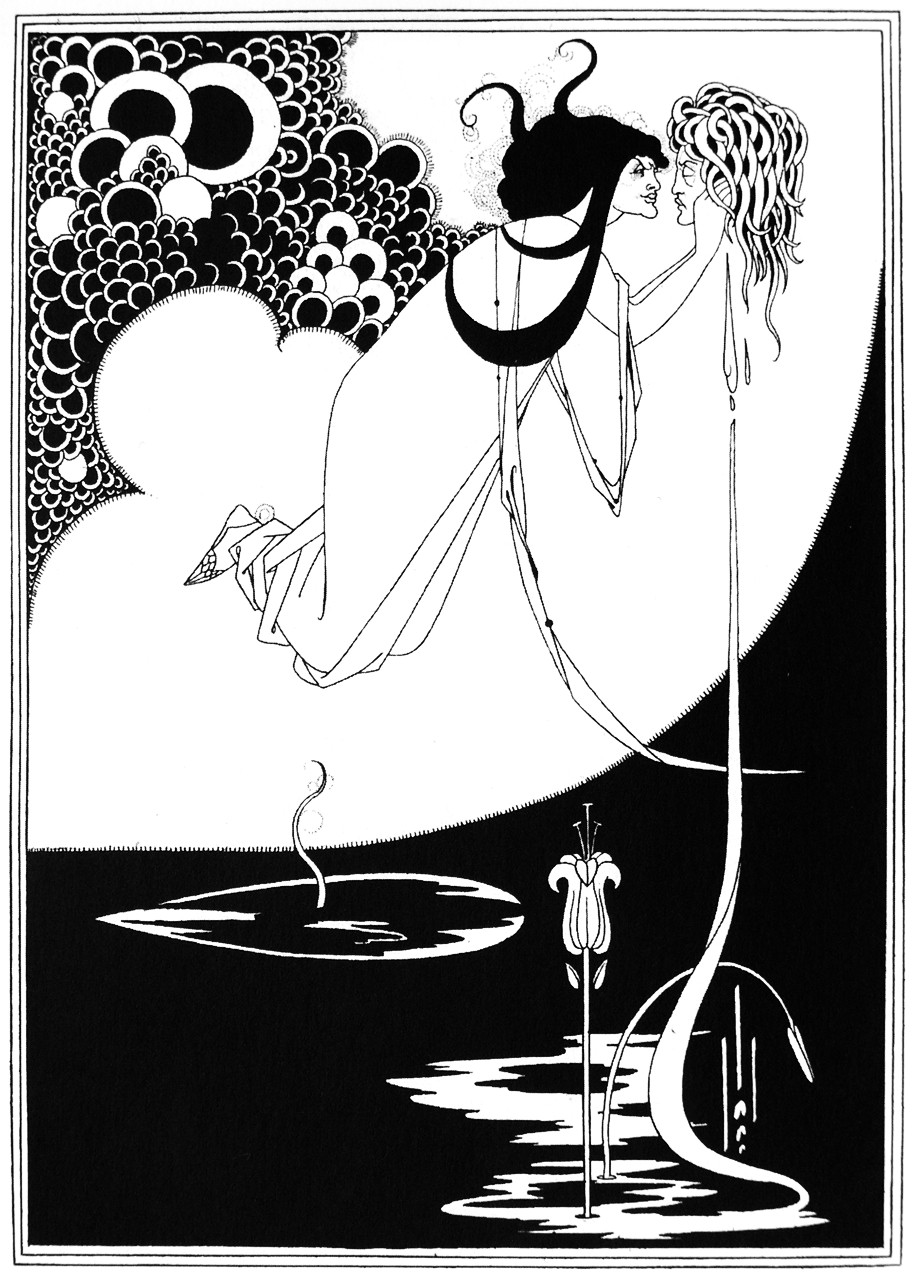
The Climax, illustration d'Aubrey Beardsley pour Salome, d'Oscar Wilde, version anglaise, 1894

Le jeune Louis Soutter commença des études d'ingénieur à l'Université de Lausanne, les interrompit pour étudier l'architecture à Genève, chez l'architecte Louis Viollier (1852-1931), puis chez un architecte de Morges. L'importance de la musique chez ses parents, les concerts donnés dans leur maison avaient sans doute été déterminants pour lui, car, en 1892, il interrompit ses études d'architecture et choisit d'entamer une carrière musicale. Il partit pour Bruxelles et devint l'élève du violoniste Eugène Ysaÿe, au Conservatoire royal de Bruxelles.
À Bruxelles, c'était l'époque de l'Art nouveau, du Groupe des XX dans la musique, dont Ysaÿe était proche, celle du Symbolisme dans la littérature, la poésie, la philosophie, le théâtre, mais surtout dans les arts plastiques. La peinture symboliste était l'expression du monde intérieur, subjectif, elle s'inspirait des mythologies européennes, des légendes, des contes de fées, de la Bible ; elle opposait le vice à la vertu, se délectait de l'imaginaire, de l'au-delà, du mysticisme, de la mort. La Femme était perçue comme un être fascinant et mystérieux. Pour certains, elle était idéalisée, vertueuse, hiératique, « noble » guerrière ; pour d'autres, elle était cruelle, perverse (Fernand Khnopff opposait néanmoins à cette perversité féminine la vertu et l'effacement de sa sœur), s'adonnant à la luxure, si dominatrice et si puissante chez Félicien Rops, dans La Dame au cochon - Pornokrates, que, les yeux bandés, elle était capable de mener en laisse un verrat. Enfin, sa beauté fatale entraînait les hommes à leur perte et à la mort. En 1893 parut Salomé d'Oscar Wilde, dans sa version originale française, et la très jeune héroïne, qui ordonna la décapitation de Iokanaan (saint Jean-Baptiste), devint d'autant plus perverse et dangereuse qu'il était inconcevable qu'une adolescente le fût.
Ce fut dans cet univers artistique de la fin du XIXe siècle, riche, effervescent, stimulant, que le jeune Louis Soutter fut plongé à Bruxelles. Et c'est à Bruxelles, en 1894, qu'il fit la connaissance d'une jeune Américaine, Madge Fursman, élève d'Eugène Ysaÿe, excellente chanteuse également, qui devint sa femme trois ans plus tard.
En 1895, Ysaÿe étant en tournée aux États-Unis, Louis Soutter comme d'autres de ses camarades quitta la Conservatoire de Bruxelles. Il s'installa à Lausanne pour y suivre des cours de dessin et de peinture, puis à Genève (dans l'atelier de Léon Gaud). Cette même année, à Morges, il fit venir Madge à qui il s'était fiancé, afin de la présenter à ses parents. En 1895 encore, Louis Soutter s'établit à Paris, afin de poursuivre ses études dans les ateliers de Jean-Paul Laurens et de Jean-Joseph Benjamin-Constant, à l'Académie Colarossi. En Suisse, Louis Soutter avait étudié l'art traditionnel, les scènes rupestres, à Paris il étudia la peinture académique, les grandes reconstitutions dramatiques.
À Paris, Soutter devint l'ami du céramiste américain, Artus van Briggle (en), l'un des représentants de l'Art Nouveau aux États-Unis. Le jeune céramiste, qui avait appris que Colorado Springs (Colorado), la ville natale de Madge, avait une université en pleine expansion dans lequel un département des beaux-arts allait être fondé, conseilla à Louis Soutter de s'y établir et d'y créer un département d'enseignement de dessin et de peinture.

### États-Unis
Louis Soutter décida d'émigrer aux États-Unis. À la fin de 1896 ou au début de 1897, il s'embarqua pour New York. Il envisagea d'abord d'ouvrir un atelier d'architecture intérieure à New York, mais des problèmes de santé l'obligèrent à y renoncer [réf. nécessaire]. Il passa ensuite trois mois à Chicago, des mois très heureux qu'il évoqua dans une lettre écrite à Le Corbusier en 1937 (à propos de cette ville où son cousin voulait organiser une exposition de ses œuvres), son bonheur avec Madge dans le Chicago de 1897 : « Que de souvenirs ! to cry désespérément. I remained 3 months in that city, painting, full of hope and love ».
Soutter s'installa à Colorado Springs, où vivaient les parents de Madge, ville située près de Denver (Colorado), au pied des montagnes Rocheuses, dans l'Ouest américain. C'était une ville en pleine expansion économique, dont les ressources minières attiraient un grand nombre d'émigrants ; Colorado Springs, située à 1 800 mètres d'altitude, était en outre un lieu de cure et de villégiature connu pour son climat sec et vif. Louis Soutter et Madge Fursman se marièrent le 24 juillet 1897, le couple vécut d'abord chez les parents de Madge, il s'installa ensuite dans un appartement de l'Hôtel Plazza [réf. nécessaire].
À Colorado Springs, Soutter avait ouvert un atelier privé ; en 1898, il dirigea le département des beaux-arts du Colorado Springs College, où il enseigna le dessin et la musique. Cette même année, parut dans le Denver Times un article élogieux annonçant l'ouverture de cette nouvelle section, donnant de Louis Soutter l'image du « pionnier » qu'était toute personne vivant sur le sol américain : « M. Soutter dirigera cette année le département des beaux-arts du Colorado College. En attendant que le nouveau bâtiment consacré aux beaux-arts et à la musique soit terminé, M. Soutter donnera ses cours dans son atelier à la maison d'Everhart. Le nouveau directeur est tout désigné pour cette fonction. Il possède une grande culture dans le domaine des beaux-arts. Il est né à Lausanne. Après sa maturité au Collège de Morges et à l'Université de Lausanne, il a étudié la musique et les beaux-arts à Bruxelles, en résidant dans la maison du fameux violoniste Ysaye. Puis il a passé trois ans à Paris en étudiant dans les ateliers de Colarossi et de Freyaye [?] et à l'École des Beaux-arts. Dans notre pays, il aurait voulu devenir décorateur et ouvrir un atelier à New York. Mais une grave maladie l'a empêché de réaliser ce projet [réf. nécessaire]. L'année passée, il a enseigné à Colorado Springs, et ses cours ont eu un grand succès. Par son enthousiasme et son talent, il va donner un développement considérable au département des beaux-arts, à l'instar du conservatoire de musique dirigé par Rubin Goldmark. Outre les peintures qui ont été présentées à l'exposition de Genève, les dessins consacrés au thème des « Châteaux suisses » ont valu à M. Soutter un prix offert par le journal qui était l'organe de l'exposition. »

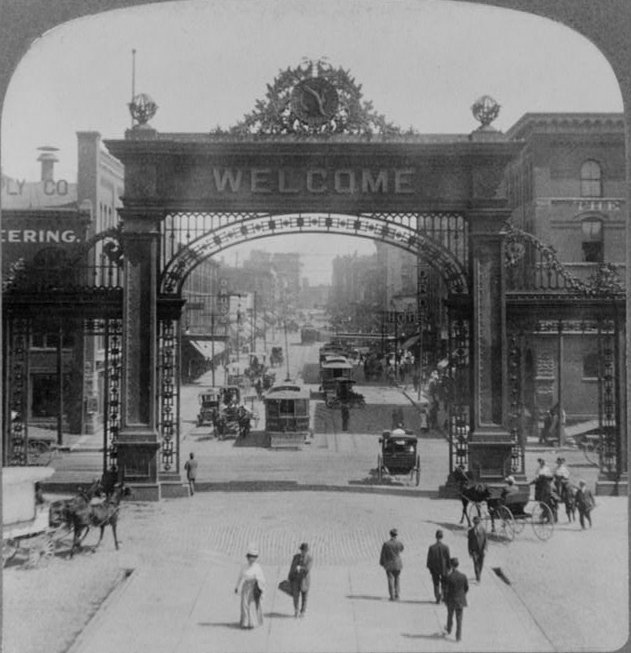
Arch of Welcome, St. E.S.E. from railway station, Denver, CO (États-Unis), entre 1900 et 1910

Les cours de Louis Soutter ayant du succès, le nombre d'élèves augmenta rapidement. Le matin, les élèves dessinaient à l'atelier, l'après-midi était dévolu à la peinture, au pastel, à la gouache. Parfois lorsqu'il faisait beau, les cours avaient lieu à l'extérieur, le professeur et les élèves se rendaient à cheval ou en char dans le Garden of the Gods (Le Jardin des Dieux) ou dans le Woodmen Valley, pour y dessiner et peindre ce que la nature avait créé de plus étrange et de plus extraordinaire.
De ces six à sept années il y a peu de témoignages sur sa vie, à part des articles de presse sur la réussite de « Louis Jeanneret Soutter, First Director of the Department of Art and Design at Colorado College », mais sur lui et sur Madge, sur leur mariage, leur vie privée, leur vie sociale, il n'y a quasiment rien.
Le couple qu'il formait avec Madge se cassa. Le 26 janvier 1903, Madge demanda le divorce aux torts de son mari, pour des raisons d'extrême cruauté physique et mentale à son égard (à cette époque aux États-Unis, le divorce ne pouvait être prononcé que si l'on pouvait alléguer des raisons graves, généralement inventées de toutes pièces) ; elle ne demandait pas de pension alimentaire et souhaitait reprendre son nom de jeune fille. Louis Soutter  démissionna de son poste au Département des beaux-arts du Colorado College, et le Gazette-Telegraph du 6 février 1903 rapporta qu'il avait quitté la ville pour Paris, sans intention d'y revenir. Artus van Briggle, installé à Colorado Springs avec sa femme en 1899, qui avait ouvert la Van Briggle Pottery (en), lui succéda à la direction au Département des beaux-arts. Madge obtint le divorce en mai 1903 ; dans le registre municipal de 1904, elle figure pourtant avec cette inscription : « Mrs Louis Soutter, widow of Louis Soutter » (veuve de L.S.).

### Retour en Suisse
Après son départ des États-Unis, en 1903, Louis Soutter passa quelques mois à Paris, puis il revint définitivement à Morges, peu de temps avant que ne meure son père.
Il refusait d'évoquer son passé.  Parfois, il se laissait aller à une confidence ; à une cousine : « Ma femme était autoritaire, elle se servait de moi comme d'une machine à gagner de l'argent et elle me rendait dépressif » ; à un autre confident : « Elle m'exploitait : elle me faisait travailler le jour, puis participer ensuite à de longues soirées mondaines » ; à un ami : « Je n'ai jamais eu la force d'avoir des enfants, elle était trop bien pour moi » ; à Auberjonois : « J'avais de vilaines dents et ma femme en avait de très belles. Elle souriait insolemment. C'était pour moi une offense » ; quelque trente ans plus tard, il se confiait à l'une de ses amies, Mme Walter-du Martheray avec qui il avait noué des liens d'amitié en 1936, et celle-ci écrivit : « Soutter me confia des souvenirs, des sentiments. Il avait de pénibles souvenirs de sa vie conjugale. Il s'était senti dépassé, incompris. [...] Il parlait aussi des paysages d'Amérique, du sentiment de grandeur, d'espace qu'il y éprouvait. [...] Il insistait sur l'importance qu'on donne, en Amérique, aux vêtements ».

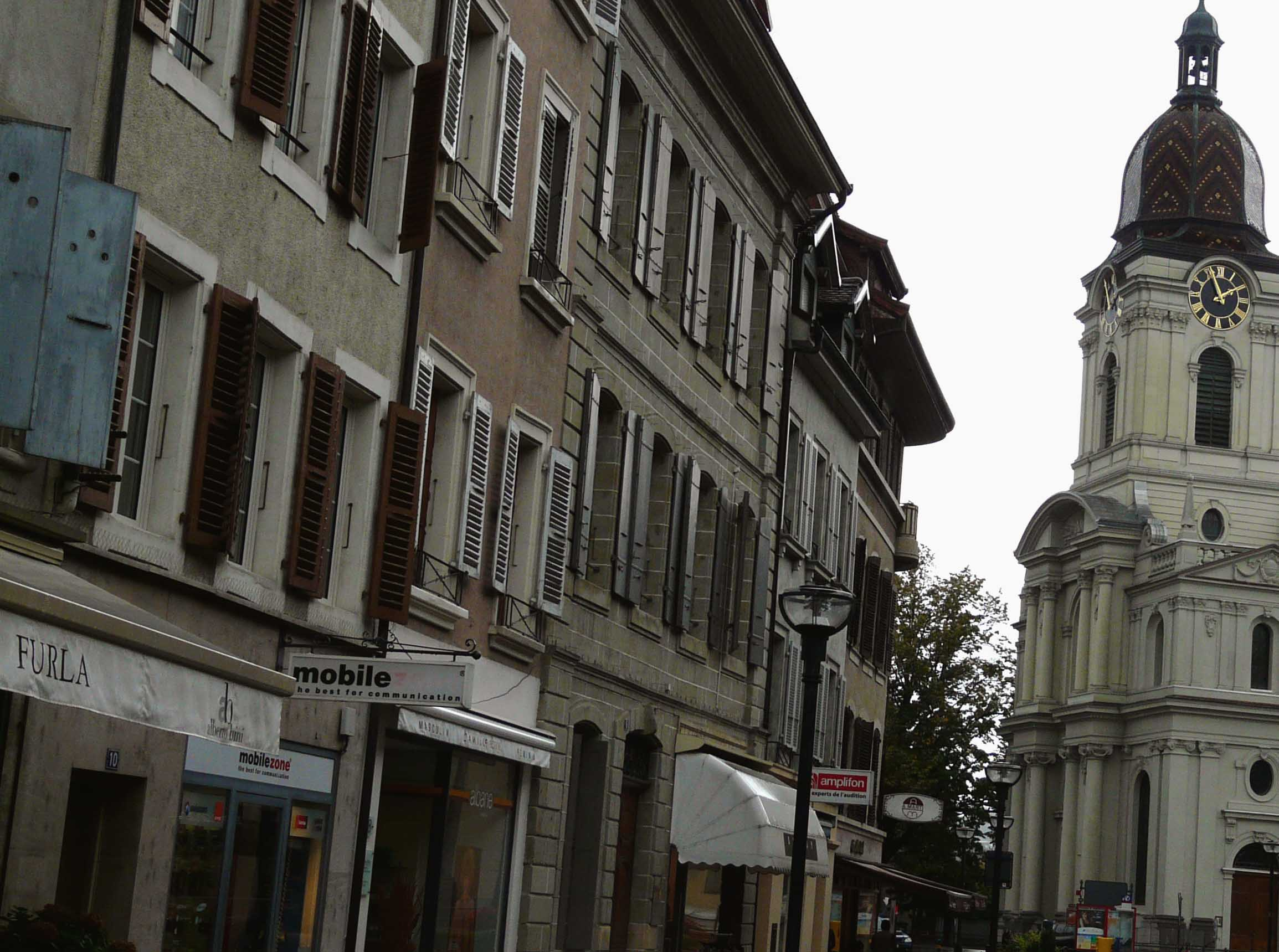
La Grand'Rue à Morges (Suisse)

En 1906, Soutter qui aimait jardiner fut invité par un ami de son oncle, le Dr Jeanneret, dirigeant la Clinique Sonnenfels, à Spiez, dans le canton de Berne, à séjourner dans la famille de celui-ci et à s'occuper du jardin.
En 1907, Louis Soutter put envisager une carrière de violoniste. Il entra dans l'Orchestre du Théâtre de Genève (qui deviendra l'Orchestre de la Suisse romande) au rang de premier violon ; une mésentente  artistique poussa Soutter à quitter son poste. En 1908, il fut engagé par l'Orchestre symphonique de Lausanne. En 1915, il était violoniste à l'Orchestre de Genève ; cette année-là fut la dernière où il appartint à un orchestre symphonique. Les années suivantes, il travailla à Morges, dans l'ensemble de Loulou Schmidt, puis dans de petits orchestres de thés dansants ou de stations touristiques ; en 1918, il fit partie d'un ensemble de quelques musiciens se produisant au Kursaal ou au tea-room d'un grand magasin lausannois, interprétant des airs des grands opéras Carmen, Aïda, La Tosca. Dès avril 1919 il intégra l'orchestre allemand Marquart, en hiver 1919-1920 d'un quatuor à Gstaad. Au printemps il réintégra l'ensemble de Loulou Schmidt, en hiver 1921-1922, il fit partie de l'orchestre de l'Hôtel du Parc à Villars-sur-Ollon. En mars 1922, il était de retour dans sa ville natale (qui resta son point d'attache jusqu'en 1923).
À Morges, Louis Soutter fréquentait les salons morgiens, lesquels, à cette époque de la Première Guerre mondiale, connaissaient une grande animation. Igor Stravinsky y vivait (il y resta de 1910 à 1920), il allait parfois chez les Soutter qui possédaient deux pianos, il préparait L'Histoire du soldat avec Charles-Ferdinand Ramuz et René Auberjonois (la première de l'œuvre eut lieu en décembre 1918). Soutter fit également la connaissance du poète et dramaturge René Morax, d'Alfred Gehri, d'Emmanuel Buenzod, des peintres Jean Morax, Gaston Faravel, Egerton Coghill (en).
Le sculpteur Pedro Meylan fit un Portrait de Louis Soutter au crayon gras (vers 1915 selon certaines sources, vers 1920 selon d'autres) : on découvre l'artiste, la tête baissée vers le travail, les cheveux coupés à la mode de l'époque, la raie décentrée au-dessus du grand front ; avec des arcades sourcilières tranchantes au-dessus des yeux, le nez, la bouche bien dessinée, les rides creusées des narines aux commissures des lèvres, les joues et les mâchoires, la moitié inférieure du visage maigre paraissent taillés au ciseau ; la posture de Louis Soutter évoque la concentration, la méditation, le calme dans un environnement amical.
« Mort » pour Madge, il avait gardé de son éducation et de sa vie aux États-Unis le goût des vêtements élégants. Gagnant peu, il finit par faire payer par sa famille ses costumes, chemises, cravates, chapeau melon ; en contrepartie, son frère reprit la pharmacie familiale. En 1915, ses parents et sa sœur étaient décédés ; son frère, ayant un problème avec l'alcool et buvant progressivement la pharmacie familiale, plaça Soutter sous tutelle.
En 1922, son frère l'avait fait mettre pour quelques mois en pension dans la Maison de santé d'Éclagnens, un petit village du Gros-de-Vaud. L'année suivante, en 1923, les autorités municipales de Morges le mirent en pension à l'Asile de vieillards de Ballaigues, près de Vallorbe, dans le Jura vaudois ; il ne s'agissait pas d'un établissement psychiatrique comme on l'a longtemps laissé entendre, mais d'un hospice destiné à accueillir vieillards et mourants sans revenus de la commune ou des communes avoisinantes — les motifs justifiant cette mise en pension qui devait être définitive étaient : « Soutter était incapable de subvenir à ses besoins, il faisait des dépenses inconsidérées ; sa tenue et ses excentricités nuisaient à sa bonne réputation et surtout à celle de sa famille ».

### Ballaigues

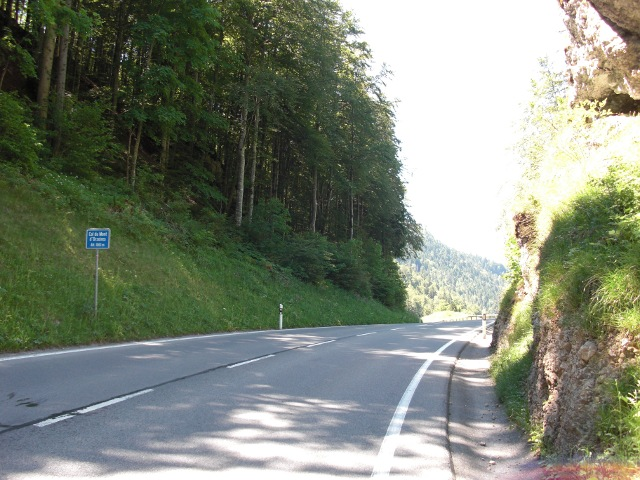
Col du Mont d'Orzeires, qui relie Vallorbe au Pont, vallée de Joux (Suisse)

Louis Soutter avait 52 ans. Bon marcheur, il était autorisé à faire des marches de plusieurs jours et partait parfois très loin en Suisse romande, pour retrouver la nature qu'il aimait, pour visiter des amis, des connaissances, des parents, les Jeanneret, parents de Le Corbusier, sa mère et ses cousins à Genève, jusqu'en France.
À l'Asile de vieillards du Jura, sa culture fut incomprise tout comme son œuvre, qu'il développa dès 1923 jusqu'à sa mort. La promiscuité avec des vieillards indigents et incultes lui inspirèrent une série de croquis. En 1937, le photographe Theo Frey avait accompagné le critique d'art Max Eichenberg lors d'une visite à Louis Soutter ; il se souvint : « Il régnait une odeur pénétrante d'asile. Deux vieux se disputaient un balai dans le long corridor à travers lequel Soutter [...] nous conduisit dans sa chambre [...]. Décharné, presque timide, Soutter nous mit au courant d'une voix assourdie. Il nous montra nombre de ses travaux, des piles de dessins, nous invitant à en emporter quelques-uns. Je me souviens que Louis Soutter nous parla du grand malheur qui lui était arrivé, là-bas, en Amérique, où il avait enseigné quelques années la musique et le dessin [...], que sa jeune femme l'avait abandonné et que depuis il n'avait plus connu le bonheur. Pendant notre conversation, on entendait perpétuellement les criailleries des vieux se disputant dans le couloir ; c'est dans cette atmosphère que Louis Soutter [...] a créé son œuvre ».
Pendant les premières années, Soutter gagna sa vie comme artiste : il travaillait son instrument dans une petite salle située derrière la chapelle de Ballaigues, jouait parfois aux cultes du dimanche, à des soirées musicales, et donnait également des leçons de musique. S'il considérait la musique comme sa première vocation, il se consacrait néanmoins au dessin, qu'il n'avait jamais abandonné pendant les quinze années de sa carrière de violoniste, comme en ont témoigné des musiciens qui avaient travaillé avec lui. Il accumulait les projets, les esquisses, des dessins plus élaborés qu'il ne datait presque jamais. Au début, il dessinait au crayon et à la plume, dans de petits cahiers d'écolier — c'est sa période dite « des cahiers » (1923-1930), démantelés à sa mort et actuellement en cours de reconstitution.
Le Corbusier, qui l'avait retrouvé à l'Asile de vieillards du Jura en 1927, s'intéressa à son œuvre et prit conscience de la qualité de son art. Grâce à Jean Giono, à des artistes célèbres en Suisse tels que René Auberjonois, Marcel Poncet, à l'écrivain Charles-Ferdinand Ramuz et à des amis qu'il s'était faits, Louis Soutter acquit une petite notoriété. Le Corbusier et Jean Giono lui achetaient des dessins ; ils lui procuraient du papier, plus grand et de meilleure qualité, ainsi que de l'encre de Chine ; c'est ainsi que Soutter exécuta des dessins à la plume de grandes dimensions, fouillés, très élaborés — c'est sa période dite « maniériste » (1930-1937).
L'année 1937 marqua un changement dans l'œuvre de Louis Soutter. Il avait 66 ans, c'était un « vieil » homme malgré sa ténacité. Soutter souffrait d'arthrose dans les mains, ses mains en étaient déformées. À partir de 1940, ne pouvant plus tenir un crayon ou une plume et ayant pu se procurer des papiers de plus grand format, il utilisa dès lors ses doigts pour dessiner et peindre, en les trempant directement dans l'encre ou dans la gouache, technique qu'il utilisa jusqu'à sa mort, en 1942 — il s'agit de sa période dite « peinture aux doigts » (1937-1942).
Les périodes des « cahiers », « maniériste », des peintures, et « aux doigts » représentent dix-neuf ans de création d'une extrême richesse malgré la simplicité des moyens techniques.
Il mourut à Ballaigues le 20 février 1942, à 71 ans. L'Asile de vieillards de Ballaigues, dans le Jura Vaudois, s'occupa de l'enterrement ; ses connaissances et amis, ses amis français notamment, à cause de la guerre, n'apprirent sa mort que quelques jours plus tard par un article nécrologique.
On retrouva dans sa chambre un grand nombre de dessins (ceux qui n'avaient pas été détruits par le personnel de l'asile de vieillards ou ceux que Louis Soutter n'avait pas échangés pour des achats). Ce nombre d'œuvres doubla presque lorsqu'on découvrit la collection de Le Corbusier, les dessins qui avaient figuré à la première exposition de Hartford, CO, aux États-Unis, en 1936, et les collections plus ou moins importantes d'amateurs d'art.

## Œuvre
De la riche période de ses études complémentaires aussi bien en ingénierie, qu'en architecture, que de violon, de dessin et de peinture, et des sept années passées aux États-Unis, il reste une cinquantaine d'oeuvres. De la longue période de 1923 à 1942 (année de sa mort) à l'Asile de vieillards du Jura à Ballaigues, il fut retrouvé des milliers de dessins. L'historien d'art Michel Thévoz, auteur du catalogue raisonné de son œuvre, a répertorié environ 2850 dessins et quelques peintures. L'artiste développa celle-ci au crayon et à la plume, en noir et blanc, jusqu'à ce qu'il peigne et dessine avec ses doigts, ajoutant alors à ses silhouettes noires des touches de gouaches de couleur. Louis Soutter a donné une place très importante à la Femme, un être féminin à deux visages, « bonne » (au début de son séjour à Ballaigues) aussi bien dans sa sensualité, sa plénitude et sa générosité que dans ce que la Femme peut avoir de dangereusement fatal.

### Bruxelles
De 1892 à 1895, Louis Soutter étudia le violon avec Eugène Ysaÿe au Conservatoire royal de Bruxelles. Comme beaucoup d'artistes, Soutter alterna la musique et le dessin, ses deux professions. De ces années-là sont annonciatrices de ce que sera l'art de Soutter.
La première est un Portrait de Beethoven, un grand dessin à la plume et à l'encre de Chine, daté de janvier 1894 ;  Louis Soutter l'offrit à son professeur Eugène Ysaÿe, et le jeune artiste le dédicaça ainsi : « Simple Hommage de reconnaissance à mon cher Maître Eugène Ysaÿe ». C'est un dessin  réaliste et contrasté, le visage de trois quarts de Beethoven, le col de sa chemise, le nœud papillon et le plastron forment une tache très claire dans le foncé du costume et le fond presque noir exécutés à la plume fine, en traits serrés encore assombris par le lavis.
Le deuxième dessin date également de 1894, il s'agit du Portrait de Madge, de profil. La technique de la plume et de l'encre de Chine, aussi maîtrisée que celle du portrait de Beethoven, nous permet de reconnaître les détails des vêtements de Madge, le velours de son béret Renaissance bordé de fourrure, la chevelure épaisse, largement ondulée, le col de fourrure du manteau ouvert, la fleur de tissu fixée sur l'épaule de la robe foncée à col montant ; le visage de Madge est singulier pour une très jeune femme, elle a le même âge que Louis, son fiancé, elle a 23 ans, elle en paraît dix de plus et laisse apparaître une forte personnalité.
Dans les deux dessins, le style du jeune Soutter est classique, d'une qualité exceptionnelle dans l'exactitude des volumes, de la perspective des visages, des ombres qui sculptent les traits, des textures des vêtements, mais il s'écarte de la tradition : le dessin n'est pas utilisé comme il l'est communément pour une esquisse, l'étude d'un sujet, d'une œuvre peinte ou pour un carton (en Art, un « carton » est une ébauche sur du papier, d’après lesquels le peintre fait une fresque, ou qu’on donne aux ouvriers en tapisseries pour recopier), il couvre la surface du papier comme le ferait la peinture à l'huile, il crée une œuvre en soi — la plume et l'encre de Chine ont remplacé les pinceaux et les tubes de couleurs. La technique est en outre révélatrice d'une grande puissance d'expression et d'une intuition étonnante de la personnalité de ses sujets chez un étudiant de 23 ans qui se prépare à une carrière de violoniste.
En 1895, comme de nombreux étudiants d'Ysaÿe, Soutter cessa ses études de violon et quitta Bruxelles. Il commença des études de dessin et de peinture à Lausanne et à Genève, recevant un enseignement classique, de paysages, de montagnes, des scènes rustiques ; à Paris, il étudia la peinture académique, l'art « pompier », terme utilisé pour désigner l'art officiel de la seconde moitié du XIXe siècle produit sous l'influence de l'Académie des beaux-arts (France), les grandes reconstitutions dramatiques, les scènes de harem, la glorification du colonialisme, enseignement basé sur l'étude du corps humain par le dessin et les études peintes d'après nature — ces enseignements différents lui apportèrent les éléments essentiels d'un métier de peintre et de dessinateur, ils développèrent encore son sens de l'observation et lui apportèrent une connaissance approfondie du corps humain.

### Colorado Springs, CO, États-Unis, 1897-1903
Une fois Louis Soutter installé à Colorado Springs, en 1897, il s'établit un changement dans son art : le jeune artiste s'était marié avec Madge, il avait appris la langue de son pays d'adoption, était devenu professeur puis directeur du département des beaux-arts au Colorado College, il se confrontait à toutes les formes d'art enseignées à la fin du XIXe siècle, il avait participé à la Première exposition du Colorado College en 1900. Cette vie nouvelle ne pouvait pas ne pas provoquer des changements dans sa création ; l'ensemble de six années de travail personnel (en dehors de son travail de professeur) était hétéroclite, les techniques, les styles étaient variés : maquettes dans le style art nouveau pour des couvertures de journaux, paysages de montagne à la peinture à l'huile, les montagnes Rocheuses au pastel, balayées, nuageuses, mouchetées, des œuvres moins fortes, moins personnelles que les portraits exécutés à Bruxelles.
De cette période aux États-Unis, on peut extraire deux œuvres, lesquelles, l'une faisant opposition à l'autre, éclairent cette période de recherche de Soutter.
La première, datée de 1900 environ, révèle son flou créatif, — il ne reste de cette œuvre que la photo de la photo —, il s'agit d'un autoportrait, Louis Soutter à 28 ans, encadré, dédié à Madge en 1900, en français : « À ma chère femme... » (la suite est illisible), d'une haute écriture serrée, un peu penchée, décidée, avec cette inscription manuscrite au dos de la photo, en anglais : « Louis Jeanneret Soutter (photographed from a Portrait made by himself), First Director of the Department of Art and Design in Colorado College. Born near Geneva, Switzerland, 1871 », son autoportrait officiel peut-être. Lorsqu'il se représenta lui-même, son art du portrait des années à Bruxelles, fort, expressif et intuitif, lui manqua ; il peignit l'homme jeune qu'il était à 28 ou 29 ans, richement marié depuis deux ou trois ans, intégré dans le monde américain et riche de Colorado Springs.
La photo de la photo de cet autoportrait Louis Soutter à 28 ans, atténue les particularités de la technique, mais elle ne peut cacher l'académisme assez plat de la représentation que Soutter fait de lui-même : il est vêtu comme un artiste parisien, coiffé du large béret noir aplati d'un côté sur l'oreille, il porte une lavallière ou une écharpe rayée, croisée dans la fermeture de la veste de gros velours sombre ; son visage allongé est plus mince que sur la photo de ses 20 ans, prise en 1891, où il fait « bon garçon sérieux et bien nourri », son nez est plus long, ses sourcils moins épais, ses yeux plus grands ; il porte une moustache claire en cornes de buffle, comme l'exige la mode, peut-être une mouche sous la lèvre inférieure. Cette œuvre surprend, non pas parce que Soutter a utilisé une autre technique que la plume pour cet autoportrait, mais parce qu'il s'est représenté si sérieux, si honnête, si lisse malgré de légers contrastes de lumière, pensif même. Il ne ressemble en rien aux hommes orgueilleux et conquérants de Colorado Springs, de Denver et des villes avoisinantes, lorsqu'ils posent avec ou sans grosse moustache devant l'appareil d'un photographe en studio, affirmant, les uns la volonté extrême des petits travailleurs, les autres l'aisance de la richesse et de la victoire dans un pays pour lequel la conquête, l'audace, la réussite et la fortune sont des valeurs absolues, où les mines d'or et d'argent, dans les montagnes Rocheuses, attisent encore le goût de la conquête et de la richesse, et font affluer les émigrés et les aventuriers qui n'ont peur de rien. Pour cet autoportrait, l'artiste Louis Soutter ne semble pas affirmer, mais questionner.
Une œuvre de la même époque cependant, le Portrait de Madge Soutter-Fursman, exécutée en 1900, montre que si l'art de Soutter évoluait au prix d'œuvres parfois médiocres, sa force dans l'art du portrait, quand il ne s'agissait pas de lui-même, ne l'avait pas quitté : le dessin n'est pas une « peinture dessinée », mais un instant saisi rapidement sur la feuille de papier ; la précision acérée du trait à la plume des deux portraits de 1894 a laissé la place à la légèreté de la mine de plomb ou du fusain, la technique est plus souple, plus libre, mais les volumes du visage restent solides, malgré les contours des joues sortant à peine du fond clair, suggérés par l'esquisse, l'ombre, l'estompe ; Madge, les cheveux flous à mi-hauteur du visage, tient ses paupières baissées, sur un livre peut-être ; c'est d'elle un portrait paisible, intime, d'une grande douceur, que l'on découvre avec surprise après ceux de Beethoven et de Madge à l'époque de ses fiançailles avec Soutter ; il est dédié à « Madge / To dear Marmsy from / Louis ».

### Le retour en Suisse, 1903-1923
Après son retour dans son pays, Louis Soutter passa une année à Sonnenfeld chez des amis de son oncle à gérer le parc de celui-ci de 1906 à 1907. Puis, il entreprit une carrière de violoniste à Genève. Au cours de ces années et de celles qui suivirent, Soutter avait retrouvé le « fil de sa créativité », et il s'était remis à dessiner, à peindre — il ne cessa d'ailleurs pas de dessiner, comme en témoignèrent des musiciens, plus tard, qui travaillèrent avec lui.
Un petit nombre d'œuvres fut retrouvé, des dessins des vieux quartiers de Genève, des rues de villages, des cours de fermes, très libres dans le traitement des murs, des arbres ; furent retrouvées des aquarelles, des natures mortes, des paysages, des peintures aussi : Le Bouquet de fleurs dans un pot (1906, huile) est un jaillissement, du pot noir en aplat sur le fond blanc de la toile, de taches de couleurs plus ou moins légères, au pinceau, voire au doigt. Le portrait de sa sœur, intitulé Deuil (1904, huile), exposé à la VIIIe Exposition Nationale Suisse des Beaux-Arts, à Lausanne et à Zurich, fit scandale, le public, sa famille [réf. nécessaire] ne comprenant cette œuvre toute en contrastes d'ombre et de lumière, les aplats noirs déterminant le volume utilisé par le corps dans le manteau aux larges manches, où apparaissaient les mains blanches, les yeux noirs trouant le visage presque blanc sous le grand chapeau, noir également.

### Louis Soutter investit sa pratique classique du dessin dans une œuvre personnelle
En 1906 ou 1907, trois ans après son retour des États-Unis, parmi d'autres dessins plus convenus, « apparut » un dessin de style différent — sans doute y en a-t-il d'autres de la même veine — , La Cassette, au crayon, d'une très grande liberté, celle que l'on retrouvera dans ses dessins au crayon dès le début de son séjour à Ballaigues, par exemple dans « LES TUBERCULES », (non daté), au crayon de la période des « cahiers », qui annonce les changements de traitement de l'être humain dans son art. La Cassette est une œuvre virtuose, très souple, mi-dessin, mi-esquisse d'une jeune femme assise contemplant le contenu d'une cassette ouverte sur ses cuisses, le couvercle appuyé contre ses seins ; sa petite tête est finement dessinée, penchée vers les bijoux ; ses épaules et ses bras sont esquissés ; sa main gauche est repliée sur le bord de la cassette, la droite tient le couvercle, elles sont surprenantes, trop grandes, grossières, comme le seront les mains caractéristiques des futurs personnages de Soutter. 

### Période des «cahiers», 1923-1930
Lors de son placement à Ballaigues, Louis Soutter, limité par de faibles moyens financiers, dessinait au crayon à papiers et de couleurs ou à la plume et à l'encre dans des cahiers d'écoliers, lignés ou quadrillés, dont le format déterminait non seulement ses sujets mais son style de dessin ; quand il ne pouvait plus acheter d'encre, il allait à la poste du village et c'est là qu'il travaillait. Si le style de La Cassette, mi-esquisse, mi-dessin, de 1906-1907, annonçait les périodes de 1923 à 1937, le visage de la jeune femme baissé vers la cassette, était encore parfait dans sa perspective, charmant, autant que l'était sa chevelure mi-longue et sa frange courte un peu frisée.

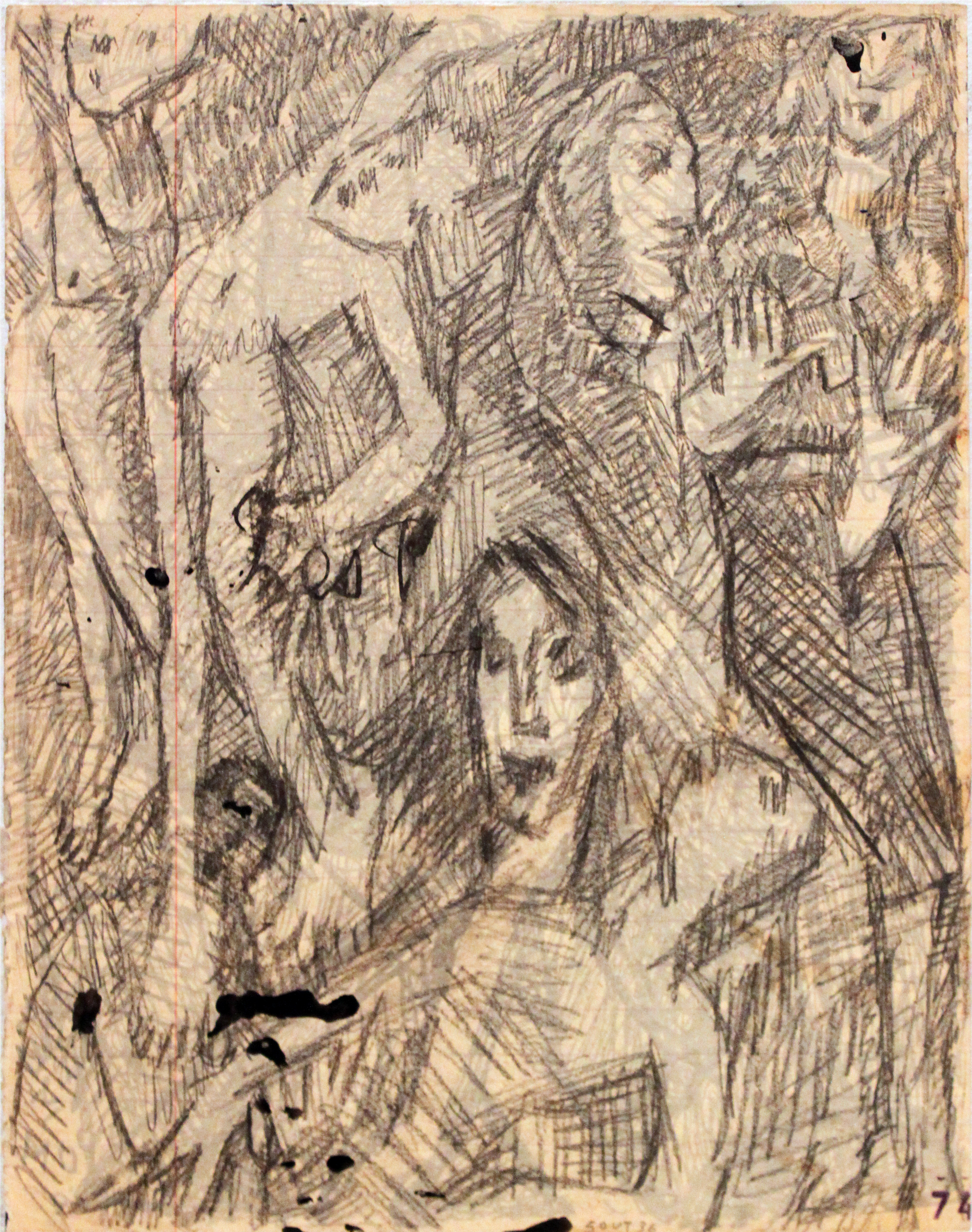
Louis Soutter, Les P, crayon, 1927 (période des « cahiers »)

Dans les dessins de la période dite des « cahiers », ce style jeté, au crayon ou à la plume, s'affranchit complètement, travaillé en hachures irrégulières, verticales, horizontales, se croisant, plus ou moins fines et serrées, plus raides ou plus souples, le crayon s'appuyant, noircissant certains détails qui se trouvaient en retrait pour faire ressortir les volumes éclairés par la lumière ; de ces jeux de hachures Soutter faisait alors apparaître les portraits, villes et objets.
Il observait et dessinait le monde qui l'entouraient : la nature, les fleurs, les arbres et les scènes de rues, « DANSES / 1927 », « Fête des vignerons / Les Nobles », les hommes en costumes, les cavaliers sur leur monture. Il créait des architectures fantastiques, mélanges de celles de la Grèce antique et des buildings de l'Amérique qu'il avait connue, « NEW / YORK », « Ole / New York / USA ». Il dessinait des femmes dans leur intimité, rondes et désirables, des madones à l'enfant d'une grande douceur, « M / A / TER / VIVAN / TIS, Nostrum Mater / Pour le livre / d'F Barrez », des poissons sursautant dans leur agonie sur l'étalage du poissonnier, des paons superbes, des châteaux extraordinaires, des scènes mythologiques. Il représentait encore des personnages de romans de Victor Hugo, du théâtre shakespearien, et les êtres humains marchaient, couraient, vifs ou mélancoliques ; les personnages historiques étaient imbus d'eux-mêmes jusqu'à la caricature, Néron était grotesque, le « Cheval de Troie », monté sur roulettes, faisait penser à un jouet d'enfant, la « SYB / ILLE » avait la tête d'une coquette et prenait la pose dans des drapés lourds.
Il n'y avait cependant pas que de l'ironie ou de l'amusement dans ses dessins. Adam et Eve quittaient le paradis les jambes pliées par la peur ; un innocent chandelier devenait le « CHANDELIER », un amas de boyaux à l'air libre ; à la sève des premiers dessins s'ajoutaient des représentations dantesques, bibliques, des corps puissants, tordus de réprouvés qui se déchiraient dans la pluie et les vapeurs de soufre, comme « L'Homme / demon / brasseur / de / terre ». La Madone tenait l'Enfant avec amour, alors que l'Enfant devenu Christ se tordait sur la croix et semblait parfois même en descendre, « Le Christ et les deux brigands / Mosaïque », et l'illusion accentuait la souffrance du spectateur.

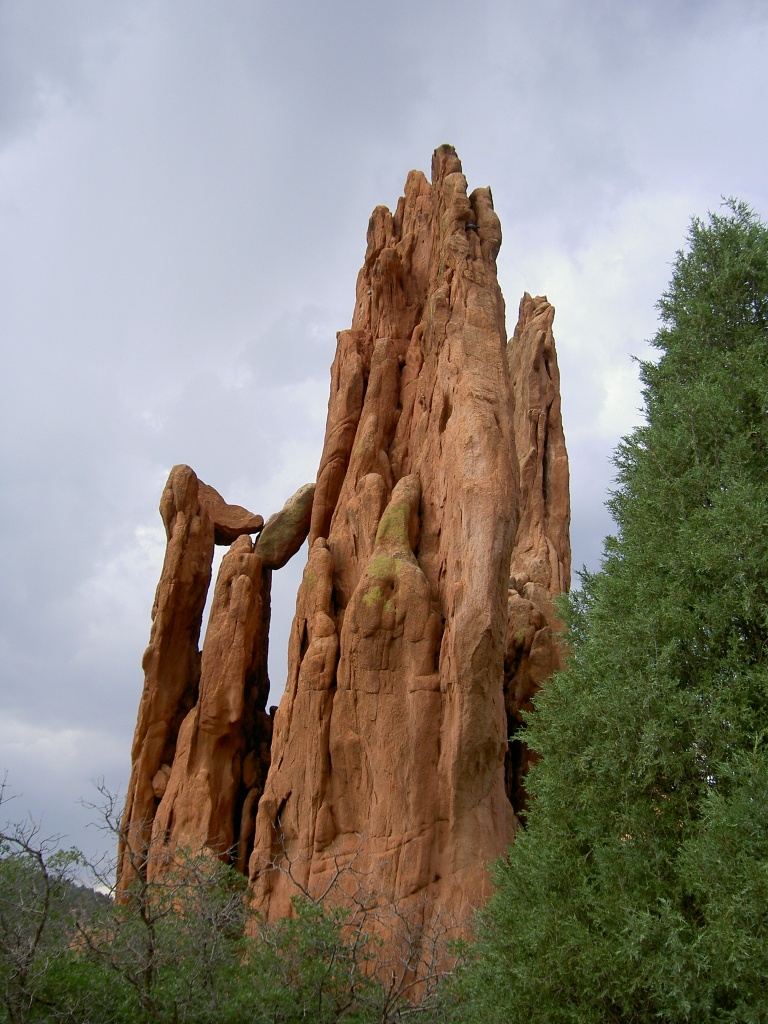
Garden of the Gods (Le Jardin des Dieux), Colorado Springs, CO (États-Unis)

### Dessins d'interprétations d'œuvres classiques
Pour Soutter, lorsqu'il avait 23 ans, le dessin était déjà une œuvre en soi, une œuvre dessinée ayant la même valeur qu'une peinture, et ces « peintures dessinées » (comme les portraits qu'il avait faits de Beethoven et de Madge en 1894), possédaient la même charge d'émotion dans la mise en scène du ou des personnages, la même intuition des sujets représentés.
Ces « Interprétations d'œuvres classiques », non datées, sont généralement classées dans la période des « cahiers » (1923-1930). On retrouve dans certaines Interprétations son style plein, appuyé au crayon gras, pour L'Atelier du peintre de Gustave Courbet, ou celui, hachuré plus violemment, dru, tourmenté, pour l'œuvre de Théodore Géricault, Le Radeau de la Méduse. En revanche, c'est dans le style de la période dite « maniériste », que furent interprétées des œuvres d'art subtiles, le Christ en croix de Fra Angelico, Le Christ (une Descente de croix) de Michel-Ange, signé « L Soutter », des dessins très élaborés, rendus, quand l'artiste travaillait à la plume, par des hachures fines, avec sa vision désormais tourmentée de l'humanité.
Dans la période qui suivit la période des « cahiers », la période « maniériste » (1930-1937), Louis Soutter interpréta avec la même virtuosité des bas-reliefs antiques, un Echnaton et Néfertiti, ou des œuvres de la Renaissance, le St Georges et une Tête d'homme de Carpaccio, La Madone à la Grenade de Botticelli (La Vierge à la grenade est le titre exact de cette œuvre). Dans ces interprétations d'œuvres classiques, Louis Soutter accentua sa vision pessimiste des êtres humains, douloureux ou extatiques, habités par le doute, le questionnement, hantés par on-ne-peut-savoir-quoi — ou confits de vanité, tel le Portrait de femme de profil de Piero Pollaiuolo.

### Commentaires graphiques de romans, recueils de poésies, d'ouvrages artistiques
Continuellement à la recherche de supports pour ses dessins, Louis Soutter illustrait des livres de toute origine, une Bible, un livre de prières protestant, un recueil de contes et légendes ; ses illustrations emplissaient presque toutes les pages de titre, les verso de fin de chapitre, les marges et les blancs des alinéas des pages de texte de motifs décoratifs et de compositions abstraites, couvrant parfois le texte lui-même d'inscriptions.
Les dessins les plus élaborés, les plus riches, sont situés dans sa période « maniériste », illustrant une œuvre historique l'Histoire de Coligny, le Voyage au pays des sculpteurs romans d'Alexis Forel, Tell de René Morax, drame avec chœur en 4 actes inspiré par Guillaume Tell, héros légendaire de l'indépendance de la Suisse, les Poèmes français de Rainer Maria Rilke, trois livres de Le Corbusier, Croisade ou le Crépuscule des Académies, Une maison — un palais, À la recherche d'une unité architecturale, 1925 Expo Arts Deco, des romans, L'Aventure de Thérèse Beauchamp de Francis Miomandre, Le Baiser au lépreux de François Mauriac, Salammbô de Gustave Flaubert.
Selon les livres ou les romans, les pages sont remplies de tableaux religieux accolés les uns aux autres, de constructions architecturales, de groupes de femmes, réunies dans des scènes intimistes à l'intérieur de maisons-jardins, évoluant entre les tables dressées et les corbeilles de fruits, de grappes d'êtres humains en lévitation, des femmes le plus souvent, sereines, angoissées ou grimaçantes, ou de femmes solitaires à leur toilette, éprises de leur beauté et de leur sensualité, de leurs bijoux, des torsades de colliers de perles ou d'épais cordons évoquant des étreintes de serpents ; on trouve encore une Salammbô entourée de personnages menaçants et hurlants, elle-même délirant dans le décor de bazar d'Afrique du nord revu par Flaubert.
Ces univers surchargés font de chacun de ces livres des œuvres d'art « feuilletées », dont les versos de titre composent des œuvres uniques, dont certaines pages paraissent saugrenues, des rectangles remplis de petits caractères d'imprimerie y faisant des trous blancs.

### Période dite «maniériste», 1930-1937
L'épanouissement de la période « maniériste » de Louis Soutter trouva son origine dans sa rencontre avec Le Corbusier, en 1927. Celui-ci écrivit au sujet de cette rencontre : « Je n'ai connu Louis Soutter qu'autour de 1927 (j'avais quarante ans et lui beaucoup plus). C'est à ce moment que j'ai découvert ses dessins à l'asile de X... où il partageait sa chambre avec un autre vieillard. Je fus ébloui par son travail immense, intense, obsédant, obsédé ». En 1932, il écrivit à sa mère : « Je reste frappé des forces profondes qui sont en Louis Soutter. Medium ou conscient, il n'en résulte pas moins que son œuvre dessinée est émouvante à un degré que tu mesures mal », et dans une autre lettre : « Tu le taxes d'anormal. Oui, dans la famille, on s'est mis à l'aise en disant que Louis est fou. À Paris, ces dessins suscitent un étonnement admiratif. Louis est un pur, un fin, un délicat. Une affreuse victime d'un déséquilibre mental qui lui vaut de ne pas apprécier la signification de l'argent ».
L'amitié de Le Corbusier, son intérêt pour son œuvre, son admiration, son aide financière, ses efforts pour le faire connaître — ce fut grâce à ses démarches qu'eut lieu une grande exposition de ses œuvres aux États-Unis, en 1936, à Hartford CT —, ainsi que l'amitié des amis que Louis Soutter avait progressivement rencontrés, contribuèrent à l'évolution vers la plénitude de son œuvre. Plus sûr de lui et de son talent, avec de meilleurs moyens, sur du papier de meilleure qualité et de grand format, à la plume et à l'encre de Chine, il entreprit des œuvres très élaborées, dessinées sur toute la surface du papier (comme il avait pressenti l'utilisation du dessin en 1894 déjà), toujours rendues par des hachures irrégulières mais précises, fines, un style qu'il avait déjà développé dans les Interprétations d'œuvres classiques, « D'après ».
Ainsi dessina-t-il des fruits, « TREILLE / aux poires, Fruits oubliés », dans les ramures feuillues des arbres, semblables à des danseurs dans autant de chorégraphies de cache-cache ; des « Cerises / Cyclopes en / ENFANTEMENT CLOS » dont la perfection du trait, l'arrondi des cerises permettaient les reflets de la lumière sur leur peau ; des scènes de théâtre, orchestres de jazz, « FOIRE LE BOUCAN » ; des danses de masques cachés sous de grandes tentures claires savamment drapées, dont l'un riait très fort et montrait de grandes et fortes dents évoquant celles de Madge, « LA MALINE » ; et des images de l'asile, le matin, un vieil homme, la servante, des rêves vivants à côté de lui, « AU MATIN », « Le Matin / LE LAIT DU VIEIL HOMME / la cigarette de l'esthète / Le parfum de la vapeur au-dessus du récipient / La servante en ombre et fidèle / Le Cherubin amoureux ».
Certains amis de Soutter, à l'exception de Le Corbusier, émettaient des réserves devant le caractère érotique de bon nombre de ses dessins, et les habitants de Ballaigues pour la plupart des paysans, quant à eux, sans complaisance, considéraient l'artiste (toujours vêtu avec une élégance usée) comme un « fou pornographe ». En 1930, Louis Soutter avait 59 ans, l'artiste vivait au milieu de vieillards depuis sept ans, il approchait avec respect les femmes de ses amis, et selon les témoignages il ne courtisait ni ne fréquentait aucune femme ; il avait cependant la réputation, au bistrot de Ballaigues qu'il fréquentait, de pincer les servantes ou de leur donner des claques sur les fesses.
Les femmes étaient devenus les sujets exclusifs de ses œuvres : des Femmes, des splendeurs, des espèces de divinités, des Vénus antiques, au corps tordu par la provocation, seulement vêtues de leur tunique descendue sur les reins et drapée autour des jambes, dessinées sur les pages blanches du livre 1925 Expo. art déco de Le Corbusier que celui-ci lui avait prêté ; il dessina d'autres beautés désirables dans leur intimité, devant le miroir de leur coiffeuse, celle, par exemple, intitulée « LE MIROIR / LE FARD et / les plis », « LE FARD » — cette beauté-là cachait cependant un visage inattendu, car le reflet du miroir faisait apparaître une petite et laide figure. Ces femmes, nues ou presque, n'avaient pas toujours l'âme aussi belle que leur corps : elles ne s'occupaient que d'elles-mêmes, ne voyaient qu'elles-mêmes, et lorsqu'elles étaient ensemble, ne parlaient que d'elles-mêmes ; l'une d'elles, cruelle, « LA FEMME / et le Jeune homme », vautrée sur son sofa, les jambes écartées sous son ventre plus que généreux, la tête détournée, avait l'air de se gausser, ou de s'ennuyer devant un pauvre jeune homme en train de se reculotter avec un air misérable ; la plus cruelle de toutes était l'« ODALISQUE », entourée de deux amies nues, ses cheveux courts coiffés au carré, vêtue à la mode des années 1920, chevauchant son tabouret ornementé comme elle l'aurait fait avec un cheval, montrant en riant de grandes dents identiques à celles de Madge qui aimait rire pour faire admirer les siennes.
Au milieu des années 1935, la Femme, pour Soutter, devenait mauvaise, redoutable, persécutrice ; « le sexe de la femme n'était d'ailleurs plus un bijou charmant, mais des roses drues, frisottées, serrées très fort les unes contre les autres, au centre desquelles des yeux se révulsaient ou, tout noirs, examinaient l'artiste, tandis que les chevelures féminines, transformées en volutes, que dis-je, en pieuvres, étouffaient des vases pareils à ces cucurbitacées qu'on ne peut pas ne pas prendre pour des testicules », comme les « BOUQUETS sans parfums » , « BOUQUET / sans parfums », et « Fleurs dans un vase ».
Quatre portraits, des « peintures dessinées », représentent l'image encore divisée de la Femme que Louis Soutter portait en lui ; deux sont datés de 1936, le troisième, de même technique, à l'encre de Chine, pourrait dater de la même année, de même le quatrième, à l'encre de Chine, crayons de couleur et gouache.
La première, la seule qui soit bonne, « Obscure / est / ma passion », à l'abondante chevelure enfermée dans une résille Renaissance entortillée de rubans, pleure de longues larmes, désespérée, vaincue, et l'on peut même penser, horrifié, qu'elle a eu les yeux crevés.
La deuxième, la mauvaise, triomphante, « CANI / CU / LAE / 1 / 9 / 3 / 6 », « le regard faussement hésitant entre des cils charbonneux, ses yeux noirs comme des billes, piqués d'un point de lumière, jaugent sa victime, ainsi que sa résistance à la souffrance ; ses cheveux, aussi épais que des spaghettis, serrés par un diadème, ressemblent aux serpents qui formaient la chevelure de Méduse, et ses boucles d'oreilles, des anneaux créole, font penser à ces serpents-minute pas plus longs qu'un bracelet, mais mortels ».
La troisième est une dame « noire », intitulée « J'étais / à / GETSEMANÉ », « SY / BILL / E / 1936 » ; Louis Soutter l'a « représentée avec seulement quelques rangs de perles dans ses cheveux dénoués, de toute beauté, qui gardent les crans et les ondulations de ceux de la « jeune Madge au violon » photographiée en 1897 ; son cou, sa figure surtout sont si hachurés qu'ils en paraissent noirs, ses yeux presque révulsés entre les cils démesurés paraissent blancs, et dans son immense bouche, ses dents magnifiques, très grandes mais magnifiques, sont encore plus blanches, si c'est possible ».
Le quatrième portrait, sans date, pourrait appartenir à la même période que les précédents ; il semble résumer le drame de Louis Soutter et de sa relation avec Madge Fursman, leur amour d'abord partagé qui lui avait fait quitter (définitivement crut-il) l'Europe pour les États-Unis, cet immense pays sauvage et hostile, sa trop grande modestie à côté d'une femme orgueilleuse dans son milieu de riches Américains tout aussi orgueilleux, le rejet à son égard de cette femme en qui il avait mis sa raison de vivre, son divorce qui se termina en déroute. Louis Soutter l'exprima avec des crayons de couleur, de l'encre de Chine et de la gouache, il s'agit de « L'américaine doit être plus grande... », « L'américaine doit être plus grande... ».
Ce portrait,, par sa vigueur, sa violence, évoque une sculpture en bois jaune orangé, grossièrement peint, placé sur un fond crayonné en vert et en bleu ; c'est une figure féminine portant un coquillon sculpté, tournicoté sur l'oreille gauche, ses petits bras sont repliés pour pouvoir frotter ses petites mains devant elle, ou pour retenir de côté sa longue chevelure ondulée, sa tête est d'un ovale bien taillé, ses yeux, à peine visibles sous une large mèche de cheveux, sont révulsés, car on en voit le blanc au-dessus des paupières inférieures, son nez a la forme d'un battoir, et son rire énorme est un rire d'ogresse sur des dents identiques à des touches de piano ; c'est là un « totem », une « Bête humaine », « Madge Fursman, La Femme américaine », objet de tabous et de devoirs particuliers, l'ancêtre du clan qui devait en être le protecteur, qui en était le persécuteur.
Depuis ses études de violon à Bruxelles, Louis Soutter était resté fidèle à la conception inhabituelle du dessin — ou « peinture dessinée » — qu'il avait à 23 ans (celle des portraits de Beethoven, de sa fiancée Madge, des « peintures dessinées »), il l'avait développée pendant la période « maniériste », dès 1930, grâce à du matériel de dessin adéquat. S'étaient exaspérées son intuition et sa nature écorchée dans l'art de voir ses sujets, ses personnages, non seulement « de l'extérieur », mais encore « de l'intérieur » ; son art était tel qu'il permettait à ceux qui regardaient ses œuvres de vivre « en eux » et de « souffrir avec eux » de l'absurdité de sa vie et de la leur, d'« agoniser avec eux ».

### Période de «dessins aux doigts», 1937-1942
La période de la « dessins aux doigts » correspond à celle où l'artiste y voyait mal et ne pouvait plus dessiner à la plume, au crayon, les mains abîmées par l'âge. Son élan créatif n'était pas atteint, il travailla avec les doigts. Dans sa chambre, devant ses feuilles de papier à dessin de grand format, d'environ 50 × 65 cm, ses bouteilles d'encre noire ou d'encre de Chine, et ses tubes de gouache, il créa une œuvre visionnaire et impressionnante de par sa modernité.
Il dessina des cohortes de personnages noirs, des silhouettes plutôt que des personnages, les volumes de leurs corps rendus par l'insistance des tracés d'encre, réduits parfois à un seul tracé du doigt. Agitées, frénétiques, les silhouettes couraient ou fuyaient dans tous les sens, dansant au milieu d'enfilades de perles noires en lévitation, sous des pluies de grêlons noirs ou de couleur, enfermées ou échappées de larges quadrillages, de striures mouvantes, ondulantes de couleur, devant des soleils se noyant dans leur rougeoiement ou dans leur lumière encore vive à l'horizon, celui-là même sur lequel elles dansaient et couraient. Elles surgissaient d'un brouillard blanc pour y disparaître aussitôt après, se perdaient au milieu d'un vol de sauterelles dévastateur. Les postures de ces silhouettes-personnages étaient celles de ses personnages en grappes de la période « maniériste », car ceux-ci faisaient toujours partie de son monde intérieur. Leurs gesticulations étaient encore inspirées par des scènes de la vie quotidienne, par le football, les jeux sportifs, « Le poids / la / mesure / la / hauteur », « La hauteur / la distance / La pesée / Le poids levé / 110 Y / 1938 », par les rites de magie, les cultes, des scènes jouées par des personnages groupés par deux, trois, quatre.
Ces silhouettes exprimaient toujours la hantise de Louis Soutter : les femmes étaient mauvaises, aussi bien des « Vierges cruelles » ou « folles », des « Exaltées », des « Femelles », une « L'empoisonneuse », « L'empoisonneuse / L'empoisonneuse / / exposition / 1942 » — sans doute l'une des dernières œuvres de Soutter, car l'artiste mourut le 20 février de cette année-là — ; elles se ressemblaient toutes, et la simplicité ou la grossièreté de leur corps, leur aveuglement créé par l'absence des traits du visage, leur agitation forcenée, la violence enfin du contraste du trait épais, noir, sur le papier clair, tout donnait l'impression de luttes désespérées, auxquelles participaient Soutter lui-même, contre l'extinction de la lumière et la mort.
Le malheur, la mort étaient désormais l'obsession la plus forte de Soutter ; les humains faisaient partie d'une « Famille de Sans Dieu / ds l'univers », les Noëls était ceux des réprouvés. L'artiste multipliait les scènes bibliques, la vie du Christ ; les baisers étaient ceux de Judas, le Christ portait sa croix, se trouvait sur le Golgotha, était crucifié, agonisait, « ago / nie / Tout / est accompli, vers / la / mort ». En 1939, à 68 ans, il peignit à l'encre noire et à l'huile un très sombre « SANG DE CROIX », une sorte de descente de croix, un Christ épais, cerné de blanc pour le différencier des hommes ou des femmes qui l'avaient assisté dans son agonie et soutenaient maintenant son corps ; les ruisseaux de sang qui en avaient coulé les ensanglantaient, et toute la scène évoquait un sombre étal de boucherie, des cadavres noirs posés en désordre les uns sur les autres.

### Période des «peintures», 1937-1940
Pendant les périodes dite « maniériste » et celle des « dessins aux doigts » (non datées, elles sont difficiles à situer dans le temps), Louis Soutter exécuta des peintures en couleurs, utilisant la peinture à l'huile rehaussée de gouache et d'encre de Chine, sur du papier ou sur du carton. Les personnages ne dansaient plus, ils défilaient comme ils auraient suivi un corbillard, ou se seraient rendus au Golgotha, dans un brouillard sombre. Certaines de ces peintures sont datées de 1938, 1939 : plus le temps passait, semblait-il, plus les personnages devenaient solitaires, englués, étouffés, assaillis par d'autres grêlons noirs, fuyant des taches de couleurs dévoratrices, « Vampire / c'est la guerre / 1939 », ou transformés en flamme ou en épaisse fumée ; une silhouette noire penchée en avant, une main sur les reins comme pour tenter de se redresser, incapable d'y parvenir, semblait sortir du support papier en passant devant un large quadrillé noir, une porte-fenêtre debout dans un vide blanc évoquant une composition de Piet Mondrian, mais centrée et sans couleurs ; Soutter lui donna ce titre : « LE MORT et... (mot illisible) » , « L'Aube / Louis Adolphe Soutter / 1939 ».
Il peignit également des têtes, d'homme, de femme, de Christ : des têtes très longues, au nez épais, aux paupières baissées, mais dont les yeux, s'ils étaient ouverts, se révulsaient vers le haut, ou, arrachés, ne laissaient voir que des trous noirs ; ces têtes semblaient mortes ou attendre la mort. L'une d'elles, saisissante, « INRi », est une tête de Christ, dessinée au doigt trempé dans l'encre ou dans la peinture noire, proche en cela de la technique de Georges Rouault.

## Louis Soutter après sa mort

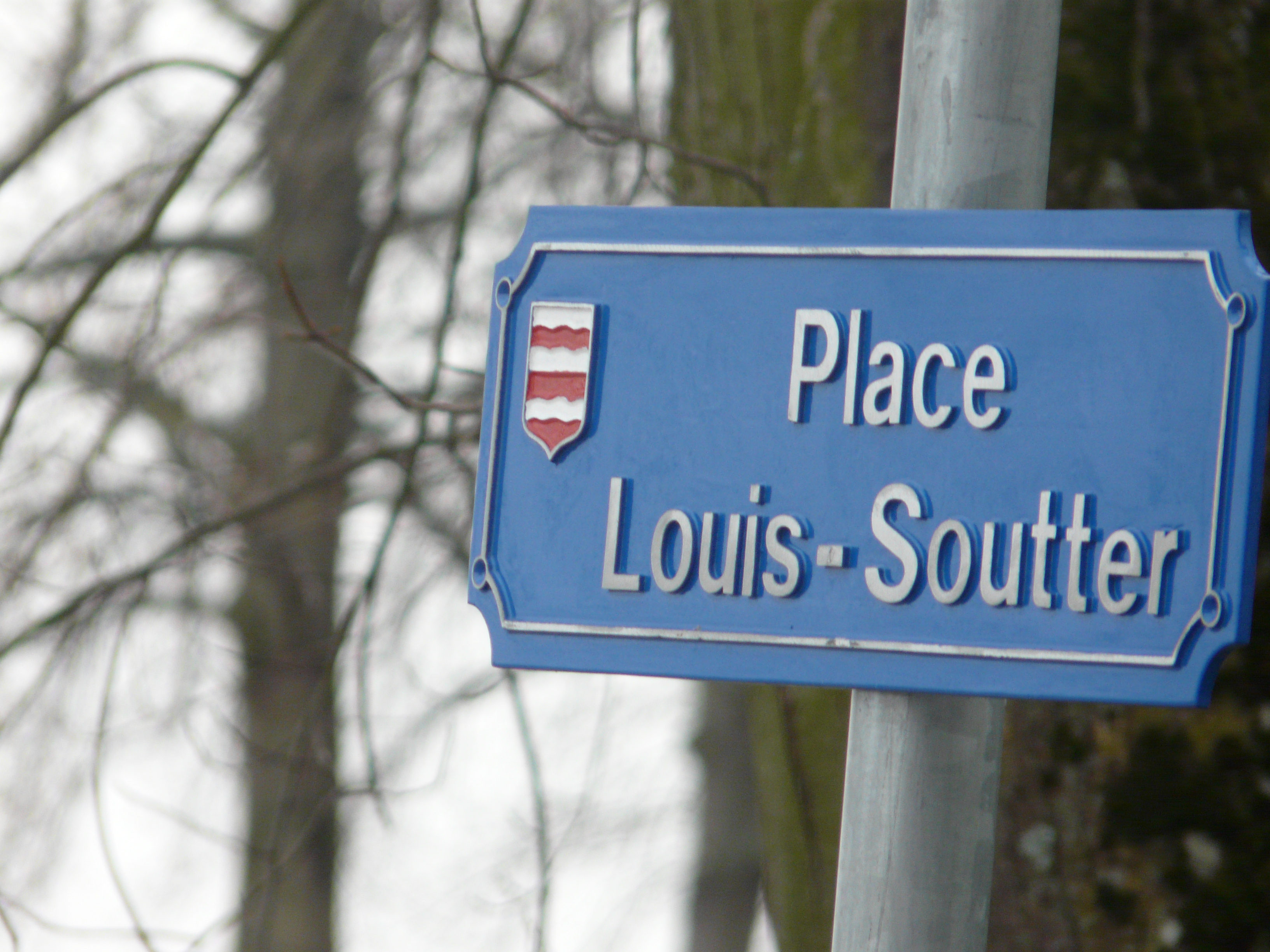
Place Louis-Soutter à Morges (Suisse), inaugurée en 2008.

À sa mort, en 1942, Louis Soutter était inclassable. Ayant passé les dix-neuf dernières années de sa vie à l'hospice de vieillards de Ballaigues, il faillit rester inconnu du grand public suisse. Lorsque l'hospice dut se « débarrasser » de l'œuvre de Soutter, il fut organisé une vente : ses dessins furent vendus 5 cts, 1 sou de l'époque (un petit pain coûtait 4 sous). Ils valent aujourd'hui des sommes considérables.

## Louis Soutter et la confusion avec l'Art brut
Soutter sortit de l'oubli d'une manière inattendue (qui faussa l'opinion d'une partie du grand public), grâce à Giono qui fit connaître plusieurs de ses œuvres au peintre français, Jean Dubuffet. 
En 1945, l'artiste français avait créé le concept de l'Art brut, qu'il définit ainsi en 1949 dans L’Art brut préféré aux arts culturels : « Nous entendons par là des ouvrages exécutés par des personnes indemnes de culture artistique dans lesquels donc le mimétisme, contrairement à ce qui se passe chez les intellectuels, a peu ou pas de part [...] ». Au mouvement de l'Art brut devaient donc appartenir les créateurs refusant d'entrer dans le système de mercantilisation de l'art, les artistes solitaires rejetant tout courant artistique, les prisonniers et, par extension, les malades, les enfants, les malades mentaux et tous ceux créant sans avoir jamais eu de formation artistique.
Quand Dubuffet découvrit l'œuvre de Louis Soutter, il intégra aussitôt l'artiste dans l'Art brut et envisagea de lui consacrer le premier numéro des Cahiers de l'Art brut avec un texte de René Auberjonois, mais les réticences, le scepticisme de ce dernier quant à la place de Soutter dans ce mouvement firent que le projet ne se réalisa pas. Après réflexion, Dubuffet retira Louis Soutter de l'Art brut.
Certains de ceux qui avaient rangé Louis Soutter dans l'Art brut, parmi les malades mentaux tels Adolf Wölfli ou Aloïse Corbaz, voient toujours en Louis Soutter un « fou », d'autres l'ont rangé dans « un no man's land unique, entre Art brut et art traditionnel » selon les termes de Dubuffet lui-même.
Michel Thévoz, choisissant l'angle de la psychiatrie et de la névrose pour analyser l'oeuvre de Soutter, consacra plusieurs livres à Soutter : une monographie Louis Soutter, parue en 1970, une deuxième monographie, Louis Soutter ou L'écriture du désir, parue en 1974, et Louis Soutter, Catalogue de l'œuvre, paru en 1976.
En 2002, Les Éditions du Héron firent paraître une monographie, Louis Soutter, Crayon, plume & encre de Chine (Préface de Michel Thévoz ; étude d'Anne-Marie Simond, « Louis Soutter et Madge Fursman »), consacrée aux périodes des « cahiers » et « maniériste », et choisissant de mettre l'accent sur la présence de la Femme dans l'œuvre de l'artiste.

## Louis Soutter dans l'art moderne
Ceux qui n'avaient jamais partagé l'opinion des premiers, ni même celle des seconds, ceux-là considéraient que Louis Soutter était un artiste du XXe siècle au sens propre du terme, appartenant à l'art moderne qui comprenait la période « D'avant 1914 » et celle de « L'entre-deux-guerres », et s'intégrait déjà dans l'art contemporain. Il s'agissait de Le Corbusier, de Jean Giono, de Charles Ferdinand Ramuz, du peintre René Auberjonois, de Poncet, de ses amis, de Mme Georges Walter-du Martheray, propriétaire de La Gordanne, sa cousine et amie rencontrée providentiellement en 1936. Les galeristes Claude Vallotton et Maxime Vallotton, propriétaires de la Galerie Vallotton à Lausanne, d'autres galeries, des musées en Suisse, à l'étranger, l'éditeur Henry-Louis Mermod, le conservateur de l'époque du Musée cantonal des Beaux-Arts de Lausanne, Ernest Manganel, René Berger qui fut son successeur, tous luttèrent dès avant la mort de l'artiste pour lui enlever cette étiquette de « folie » qui lui restait attachée.
Pour décrire la situation de Louis Soutter rejeté de son vivant du monde de l'Art, René Berger, historien d'art, écrivain, philosophe suisse, écrivit en 1961 dans la première monographie consacrée à Soutter, Soutter publié par l'éditeur lausannois, Henry-Louis Mermod, à l'occasion de la première rétrospective de l'œuvre de l'artiste au Musée cantonal des Beaux-Arts, à Lausanne : « Un artiste n'existe — c'est un truisme — qu'à partir d'une œuvre ; et l'œuvre n'existe — c'en est un autre — qu'à partir d'un public pour la considérer telle. Louis Soutter eut de son vivant le tragique privilège d'être tenu pour un anormal, ses dessins pour une production de fou. Nié dans son être, dans sa foi, sa mort, survenue en 1942, ne le délivra pas de l'ostracisme ; elle y ajouta une nouvelle malédiction : cahiers et dessins tombèrent dans l'oubli ».
Depuis sa mort, de nombreux musées et galeries ont présenté son œuvre en Suisse, en Allemagne, en Autriche, en Italie, en Espagne, aux États-Unis, au Japon, et surtout en France.
Dès 2010, le travail de Julie Borgeaud, commissaire de différentes expositions organisées en France et en Suisse, ainsi que ses publications, apporte une meilleure connaissance de l'œuvre de Louis Soutter et de sa biographie, préservant ainsi la pérennité de son œuvre et permettant d'en éclairer son développement, sa culture et sa modernité. L'artiste est maintenant considéré comme l'un des artistes majeurs suisses du XXe siècle. De par son influence sur des artistes tels qu'Arnulf Rainer, Julian Schnabel, il pourrait appartenir à l'art contemporain.

## Louis Soutter et le dessin dans l'art contemporain
Dans la seconde moitié du XXe siècle, dès les années 1970, des artistes choisirent la même voie unique que Louis Soutter (celui-ci jusqu'en 1937), le dessin artistique au crayon, à la plume et à l'encre de Chine, au lavis, pour créer des œuvres poétiques d'humour noir, monochromes, exprimant les sentiments d'absurdité agitant les êtres humains prisonniers de la « condition humaine ». En France, il faut citer, entre autres, l'écrivain et dessinateur Pierre Klossowski qui a également travaillé avec les crayons de couleur, et Roland Topor, Jacques-Armand Cardon, Jean Gourmelin, Martial Leiter, qui n'utilisent que la plume et l'encre de Chine, le lavis parfois.
Il est maintenant admis qu'il n'y a pas de différence fondamentale entre le dessin et la peinture. Le dessin est monochrome, la peinture est colorée. Mais des dessins peuvent être en couleurs, directement dans le tracé, par coloriage ensuite. Et une peinture peut être un pur dessin et être monochrome.

## Le dessin dans l'art, « Une œuvre en soi »
« On assiste à une curiosité croissante pour le dessin ».
« Dès le Quattrocento, le dessin est au cœur de la création artistique. Léonard, Michel-Ange, Raphaël sont tous les trois d'immenses dessinateurs [...]. La présentation de ces dessins italiens, entourés de chefs-d'œuvre de Botticelli, Ghirlandaio ou Lorenzo di Credi témoignent que cet art est devenu l'indice le plus manifeste de la personnalité d'un artiste, une écriture, presque une signature. Après avoir été la base de la peinture, aussi bien pour l'éducation du peintre que dans la genèse du travail, le dessin est apparu comme le mouvement originel du créateur [...]. Une œuvre en soi ».
Exposition « Léonard, Raphaël, Michel-Ange, dessins italiens », à l’occasion de l’exposition « De Véronèse à Casanova », Regards sur la collection, Musée des beaux-arts de Rennes, Rennes (France), 2014.

## Louis Soutter vu par...

### ... lui-même
« Jamais plus tu ne toucheras les peaux blanches / de tes sœurs épuisées de douleur / L'Amour est un fil de soie / ou qu'on noue / ou qu'on coupe / Souffrance seule vérité / L'Âme qui s'en va du seuil des fleurs au cycle des pierres noires / Ta joie sera dans l'étude... dans la mansarde / nue, propre de bois, faite de solitude, vêtue / rouge du soleil couchant, blanche de la lune calme, pourpre aux tourbillons des passions intérieures / L'art commence où fuit la vie [...] »
(Extraits d'un poème de Louis Soutter relevé au dos d'un dessin, non daté.)

### ... Le Corbusier, en 1936
« Louis Sutter, l'inconnu de la soixantaine »
« ...“La maison minimum”, ou “cellule future”, doit être entièrement de verre translucide. Plus de fenêtres, ces yeux inutiles. Regarder dehors, pourquoi ? Complications et coups à la beauté de l'Uni. Mes dessins n'ont aucune prétention, sauf celle d'être uniques et d'idée imprégnée de douleur. » [...]
« “Plus de fenêtres, ces yeux inutiles...” Il a appris à regarder en dedans. Par lui, nous pouvons regarder dedans un homme. Un homme racé, cultivé, ayant passé par tous les luxes de l'argent et d'une vie intelligente. Et qui, aujourd'hui, remontant du réfectoire triste, couvre chaque jour, à soixante-cinq ans, un papier blanc de ces âpres, fortes et admirables compositions. » [...]
(Extraits du texte « Louis Sutter, l'inconnu de la soixantaine »de Le Corbusier dans la revue Minotaure no 9, 1936)

### ... Hermann Hesse, en 1961
« Louis Soutter »
« J'ai appris autrefois, quand j'étais jeune, / À peindre des tableaux, de beaux tableaux corrects, / À jouer de belles sonates sans fausse note / — Sonate du Printemps, Sonate à Kreutzer — / Je courais dans le monde clair, ouvert / J'étais jeune, aimé, célébré... / Par la fenêtre, toutefois, un jour, / Riant de ses mâchoires édentées, / La mort m'a regardé, et de ce jour / Le gel n'a plus quitté mon cœur. / Je me suis enfui, / J'ai couru, j'ai erré partout. / Ils m'ont rattrapé, ils m'ont enfermé / Année après année. Par la fenêtre, / Au-delà de la grille elle regarde, / Elle me connaît. Elle sait. »
« Je peins souvent des hommes sur du mauvais papier, / Je peins des femmes, je peins le Christ, / Adam et Eve, Golgotha, / Ce n'est ni beau ni correct, c'est exact / Je peins avec de l'encre et du sang, je peins vrai. La vérité est terrifiante [...] »
(Extraits de Louis Soutter de Hermann Hesse, 1961).

### ... Jean Dubuffet, en 1970
« [...] Les docteurs de la culture veulent bien un peu de rénovation, un peu d'affranchissement à l'égard des normes, mais pas trop. Avec Soutter déjà c'est trop. Les examinateurs, en présence de cette dose d'affranchissement déjà un peu excessive, froncent le sourcil. Les médecins — gardiens de la norme — sont commis à l'examen du cas. Ils vont naturellement réprouver ces outrances, les déclarer morbides. “Psychopathiques” qu'ils vont dire, dans leur jargon grec, “schizophréniques” et tout sera dit. Disqualifié le bon Soutter, pour raison d'excès dans l'anormalité ».
(Réponse de Jean Dubuffet, lorsqu'il fut interrogé sur « Louis Soutter dans l'art brut », en 1970 ; cette réponse sarcastique à l'endroit des spécialistes des maladies mentales ne fut cependant pas assez entendue pour changer l'opinion du grand public sur la valeur de l'artiste Louis Soutter.)

### ... Heinz Holliger, en 2003
Lors des deux expositions présentées aux mêmes dates à Lausanne, en 2003, « Louis Soutter et les modernes », au Musée cantonal des beaux-arts et « Louis Soutter et la musique », à la Collection de l'art brut, fut présenté un hommage musical à l'artiste, le Concerto pour violon « Hommage à Louis Soutter » de Heinz Holliger, compositeur hautboïste et chef d'orchestre suisse. Ce concerto se conjugue en quatre mouvements, « Deuil », « Obsession », « Ombres », « Épilogue », un choix des extraits musicaux de l’exposition fut interprété par l'Orchestre de Chambre de Lausanne (OCL), sous la direction du compositeur ; on put y noter des références aux sonates d'Ysaye (particulièrement la seconde, dont le premier mouvement s'intitule « Obsession »), qui fut le professeur de violon de Louis Soutter à Bruxelles, de 1892 à 1895.

### ... le théâtre, en 2006, 2007
En 2006, le Théâtre 2.21, à Lausanne, présenta Louis Soutter, délirium psychédélique de Henri-Charles Tauxe, mis en scène par Jacques Gardel et interprété par Miguel Québatte. En 2007, le spectacle fut repris à Genève, à Renens, à La Chaux-de-Fonds et à Aigle, dans la même mise en scène de Jacques Gardel et interprété par le même acteur.

### ... la presse de Suisse romande, en 2011
« Le Romand du siècle, Les 90 Romands qui ont fait l'Histoire »
« La Suisse romande ne serait rien sans ses Provocateurs. Que ce soit à travers leur combat politique acharné ou pas le biais d'un humour grinçant, ils agissent comme de véritables révélateurs de notre identité. Critiques tendres ou virulents, sans concession, ils nous dévoilent notre culture dans ce qu'elle a de plus intéressant : ses failles. » (Introduction du chapitre « Les Provocateurs », in Le Romand du siècle, Les 90 Romands qui ont fait l'Histoire, sélection établie par Éric Burnand, Joëlle Kuntz, Jacques Pilet, L'Illustré en partenariat avec RTS Radio Suisse Romande.)
« Louis Soutter, la lumière et les ombres »
« Architecte, violoniste, puis peintre, interné à l'âge de 52 ans, il s'est affranchi au prix d'une souffrance extrême de tous les codes bourgeois, académiques et puritains de son époque pour créer un univers percutant qui fait de lui un artiste majeur du XXe siècle. »
« Étiqueté “malade mental” en son temps, il est aujourd'hui considéré comme un artiste majeur de l'art moderne. » (Extraits de l'article de Françoise Boulianne Redard.)
(Dans le chapitre « Les Provocateurs », avec Louis Soutter sont sélectionnés Auguste Forel, Michel Simon, Charles-Ferdinand Ramuz, Jacques Chessex, Jean Ziegler, Jean-Luc Godard, Jean Tinguely entre autres.)

### ... la Maison rouge, Fondation Antoine-de-Galbert à Paris, en 2012
Exposition « Louis Soutter, le tremblement de la modernité »
« L'exposition « Louis Soutter, le tremblement de la modernité » [...] fait état des différents modes de développement de l'œuvre du dessinateur et violoniste suisse. Non rétrospective, l'exposition cherche à souligner la cohérence du travail de cet artiste et à lui rendre la place qui devrait être la sienne dans l’histoire de l’art. Cette œuvre singulière et marginale, que certains ont voulu classer dans l’Art brut, est en fait d’une grande modernité. L’apparent isolement dans lequel Louis Soutter a vécu pendant les vingt dernières années de sa vie en hospice de vieillards a dérobé au regard de la critique d’autres aspects essentiels de la biographie de cet artiste : ses études d’architecture, d'art et de musique menées entre Genève, Bruxelles et Paris, sa grande culture, sa connaissance des courants artistiques de la fin du XIXe siècle, autant d’éléments qui le distinguent des critères de l’Art brut, tels qu’ils furent définis par Jean Dubuffet. Tout en opérant des regroupements correspondant aux différentes périodes traditionnellement distinguées pour classer l’œuvre de Soutter, l’exposition s’attache à mettre en avant ses thématiques essentielles et, surtout, à présenter de manière inédite des pièces charnières. Ce parcours au cœur même de l’œuvre de Soutter devrait permettre de mettre l’accent sur sa modernité ou pour mieux dire, la modernité tremblante : il y a chez Soutter le frémissement d’un trait nourri aux sources vives de la peinture classique (Carpaccio, Raphaël...) et qui le porte jusqu’à l’expérimentation picturale la plus moderne. (Julie Borgeaud, commissaire de l'exposition « Louis Soutter, le tremblement de la modernité », Maison rouge, Paris, 2012, et auteur du catalogue de l'exposition.)
« La Maison rouge consacre une grande exposition, « Louis Soutter, le tremblement de la modernité », au plus révolté des Vaudois, le peintre Louis Soutter (1871-1942). Architecte, dessinateur, violoniste, voyageur — il vécut aux États-Unis où il dirigea une école d'art » —, Louis Soutter fascine par son travail sans concession avec les normes de l'époque. Soutenu par son cousin Le Corbusier, enfermé dans un asile de vieillards, Soutter va produire une œuvre colossale [...]. L'exposition de La Maison rouge porte un accent particulier sur les dessins et les esquisses issus des diverses périodes de l'artiste, jusqu'aux fameuses peintures aux doigts ». (Extraits de l'article de Denis Pernet, in Le Phare no 11, Journal du Centre culturel suisse de Paris.)

### ... la Maison de Victor Hugo à Paris, du 30 avril au 30 août 2015
Exposition « Louis Soutter, Victor Hugo - Dessins parallèles »
« Qu'y a-t-il de commun entre un écrivain français universellement glorifié et un dessinateur et violoniste suisse placé sous tutelle dans un asile de vieillards, ayant chacun vécu dans un siècle différent ? [...] Qu'est-ce donc, finalement, qui réunit Louis Soutter et Victor Hugo ? Sinon peut-être le partage du génie ? » (Extraits de « Du seuil des fleurs au cycle des pierres noires » de Gérard Audinet, conservateur du Musée Maison Victor Hugo, Paris / Guernesey, catalogue de l'exposition « Louis Soutter, Victor Hugo - Dessins parallèles ».)
« L'exposition « Louis Soutter, Victor Hugo - Dessins parallèles » [...] a pour objet d'approfondir la connaissance de la profonde richesse culturelle du dessinateur et violoniste Louis Soutter [...]. À maintes reprises, dans ses dessins de cahiers datant de 1923 à 1930, ainsi que dans des dessins de la période dite "maniériste" datant de 1930 à 1937, Soutter fait référence à l’œuvre littéraire et picturale de Victor Hugo. Il interprète ainsi certains passages de ses romans et poésies, mais aussi des pièces de William Shakespeare, figure hugolienne. En dehors de ces références et interprétations, et de nombreux croisements graphiques existants entre les deux œuvres, c’est Soutter « l’humaniste » que nous découvrons à travers cette mise en perspective avec Hugo. » (Extraits du catalogue de l'exposition Louis Soutter, Victor Hugo – Dessins parallèles, Julie Borgeaud, commissaire de l'exposition et auteur du catalogue « Louis Soutter, Victor Hugo - Dessins parallèles ».)

## Principales expositions
- « Exposition nationale suisse, art moderne », Genève (Suisse), 1896
- « First Art Exhibition », Colorado Springs CO (États-Unis), Colorado College, 1900
- « Exposition nationale suisse », Lausanne (Suisse), Palais de Rumine, 1904
- « Aus dem Schweizer Salon 1904 », Zürich (Suisse), Künstlerhaus, 1905
- « Louis Adolphe Soutter », Hartford CT (États-Unis), Wadsworth Atheneum, 1936
- « Louis Soutter », Lausanne (Suisse), Galerie Paul Vallotton, 1937
- « Louis Soutter », New York NY (États-Unis), Weyhe Gallery, 1939
- « Louis Soutter », Lausanne (Suisse), La Guilde du Livre, 1943
- « Louis Soutter », Zürich (Suisse), Galerie Georges Moos, 1951
- « Louis Soutter », Lausanne (Suisse), Musée cantonal des Beaux-Arts, 1961 ; Aarau (Suisse), Aargauer Kunsthaus, 1961 ; Dortmund Allemagne), Museum am Ostwall, 1961 ; Recklinghausen (Allemagne), Städtische Kunsthalle, 1961 ; Brunswick (Allemagne), Kunstverein, 1961 ; Heidelberg (Allemagne), Kunstverein, 1962
- « Louis Soutter », New York NY (États-Unis), Este Gallery, 1962
- « Meisterzeichnungen ». René Auberjonois, Alberto Giacometti, Robert Schürch, Louis Soutter, Lucerne (Suisse), Kunstmuseum, 1962
- « Louis Soutter », Turin (Italie), Galleria Notizie, 1963
- « Art suisse au XXe siècle », Lausanne (Suisse), Musée cantonal des Beaux-Arts, 1964
- « Louis Soutter. Dessins, huiles », Soleure (Suisse), Galerie Bernard, 1965
- « Fünf Waadtländer Künstler », René Auberjonois, Marius Borgeaud, Louis Soutter, Théophile Alexandre Steinlen, Félix Vallotton, Saint-Gall (Suisse) Kunstmuseum, 1967 ; Berlin (Allemagne), Galerie des XX. Jahrhundert, 1968
- « Louis Soutter (1871-1942) ». Un ensemble inédit d'œuvres maîtresses provenant d'une collection privée des États-Unis. Dessins de la période « maniériste », planches « au doigt » encre et couleurs, Lausanne (Suisse), Galerie Alice Pauli, 1968
- « Louis Soutter », Sarasota FL (États-Unis), Ringling Museum, 1970 ; New Britain CT (États-Unis), Central Connecticut State College, 1971 ; Colorado Springs CO (États-Unis), Colorado Springs Fine Arts Center, 1971 ; Washington D.C. (États-Unis), Embassy of Switzerland, 1971 ; Memphis TN (États-Unis), Brooks Memorial Art Gallery, 1971
- « Schweizer Zeichnungen im 20. Jahrhundert », Munich (Allemagne), Staatliche Graphische Sammlung, 1971 ; Winterthour (Suisse), Kunstrmuseum, 1971 ; Berne (Suisse), Kunstmuseum, 1971 ; Genève (Suisse), Musée Rath, 1971 ; Bonn (Allemagne), Rheinisches Landesmuseum, fin 1971 à début 1972 ; Hanovre (Allemagne), Kunstverein, 1972 ; Kiel (Allemagne), Kunsthalle, 1972 ; Lausanne (Suisse), Musée des arts décoratifs, 1972 ; Tel Aviv (Israël), Tel Aviv Museum, 1972
- « Louis Soutter », Cologne (Allemagne), Galerie Rudolf Zwirner, 1972
- « Louis Soutter. 30 dessins des Cahiers », Lausanne (Suisse), Galerie L'Entracte, 1972
- « Louis Soutter », Colorado Springs CO (États-Unis), Colorado Springs Fine Arts Center, 1973
- « Louis Soutter », Lausanne (Suisse), Musée cantonal des Beaux-Arts, 1974 ; Bâle (Suisse), Kunsthalle, 1975 ; Vienne (Autriche), Künstlerhaus, 1975 ; Graz (Autriche), Kulturhaus, 1975 ; Bochum (Allemagne), Wasserschloss, 1975 ; Ulm (Allemagne), Ulmer Museum, 1975; Gand (Belgique), Museum voor schone kunsten, 1975; Milan (Italie), Castello Sforzesco, Sala delle Asse, 1975 ; Madrid (Espagne), Palacio de Esposiciones de Bellas Artes, 1976 ; Paris (France), Musée d'art moderne de la Ville de Paris, 1976 ; Winterthour (Suisse), Kunstmuseum, 1976
- « Louis Soutter. Zeichnungen », Berne (Suisse), LOEB-Galerie, 1976
- « Louis Soutter. Un voyage au bout de la nuit », Genève (Suisse), Galerie Engelberts, 1978
- « Louis Soutter », Morges (Suisse), Musée Alexis Forel, 1983
- « Louis Soutter (1871-1942). Zeichnungen, Bücher, Fingermalereien », Munich (Allemagne), Städtische Galerie im Lembachhaus, 1985 ; Bonn (Allemagne), Kunstmuseum, 1985 ; Stuttgart (Allemagne), Würtembergischer Kunstverein, 1985
- « Arnulf Rainer/Louis Soutter. Die Finger malen/Les doigts peignent », Lausanne (Suisse), Musée cantonal des Beaux-Arts, 1986 ; Francfort-sur-le-Main (Allemagne), Schirn Kunsthalle, 1986 ; Linz (Autriche), Neue Galerie der Stadt Linz, Wolfgang Gurlitt-Museum, 1987
- « Louis Soutter. L'art commence où finit7 la vie », Marseille (France), Musée Cantini, 1987
- « Louis Soutter. Drawings and finger paintings », New York NY (États-Unis), Camillos Kouros Gallery, 1987
- « Louis Soutter et Le Corbusier. Dessins des deux cousins. Originalzeichnungen vorwiegend aus der dreissiger/vierziger Jahren », Zurich (Suisse), Galerie Arteba, 1990
- « Louis Soutter », Martigny (Suisse), Fondation Pierre Gianadda, 1990 ; Troyes (France), Musée d'art moderne, 1990
- « Visionäre Schweiz », Zurich (Suisse), Kunsthaus, fin 1991 à début 1992 ; Madrid (Espagne), Museo Nacional Centro de Arte Reina Sofia, 1992 ; Düsseldorf (Allemagne), Stadtische Kunsthalle et Kunstverein für die Rheinlande und Westalen, 1992
- « Parallel Visions. Modern Artists and Outsider Art », Los Angeles CA (États-Unis), Los Angeles County Museum of Art, fin 1992 à début 1993 ; Madrid (Espagne), Museo Nacional Centro de Arte Reina Sofia, 1993 ; Tokyo (Japon), Setayaga Museum, 1993
- « Louis Soutter », Lausanne (Suisse), Musée cantonal des Beaux-Arts, 1993
- « Chaos, Wahnsinn. Permutationen der zeitgenössischen Kunst », Krems (Autriche), Kunsthalle, 1996
- « Cinq siècles de dessins », Vevey (Suisse), Musée Jenisch, fin 1997 à début 1998
- « Louis Soutter. Fingermalereien 1937-42 », Cologne (Allemagne), galerie Karsten Greve, 1998
- « Le corps évanoui, les images subites », Lausanne (Suisse), Musée de l'Élysée, fin 1999 à début 2000
- « L'Attrait du trait », Lausanne (Suisse), Musée cantonal des Beaux-Arts, 2001
- « Louis Soutter et les modernes », Bâle (Suisse), Kunstmuseum, septembre 2002 à janvier 2003 ; Lausanne (Suisse), Musée cantonal des Beaux-Arts, 2003
- « Louis Soutter et la musique », Lausanne (Suisse), Collection de l'art brut, 2003
- « Louis Soutter. Une collection morgienne », Morges (Suisse), Musée Alexis Forel, 2008
- « Louis Soutter », Lausanne (Suisse), Galerie du Marché, 2010
- « Louis Soutter, Le Corbusier - croisements », La Maison Blanche, La Chaux-de Fonds (Suisse), Commissariat et conférence Julie Borgeaud, 2010
- « La Maison et l'Infini. La Collection de Christian Zacharias » (pianiste et chef d'orchestre), exposition articulée en quatre thèmes, dont « La Suisse, Lausanne, la vie quotidienne », avec les œuvres de Louis Soutter, René Auberjonois, Marius Borgeaud entre autres artistes suisses, Lausanne (Suisse), Fondation de l'Hermitage, 2010
- « Météorologies mentales », Œuvres et livres de la collection Andreas Züst, « La bibliothèque d'Andreas Züst », dont, entre autres, Corinne ou l'Italie d'Anne-Louise-Germaine de Staël, 1928, pages enrichies des commentaires graphiques et notes au crayon, encre et encre de Chine par Louis Soutter, Centre Culturel Suisse de Paris (France), Conférence Julie Borgeaud, 2012
- « Louis Soutter. Les primitifs sont petits. Cahiers de 1923-1930 », Musée Fenaille, Rodez (France), 2012
- « Louis Soutter, le tremblement de la modernité », exposition de 280 œuvres dont des dessins et esquisses issus des cahiers, des dessins maniéristes, des peintures et dessins aux doigts, des livres enrichis des commentaires graphiques et notes par Louis Soutter, issus des différentes périodes de l'artiste, Paris (France), La Maison rouge, Fondation Antoine-de-Galbert, Commissariat Julie Borgeaud, Conférence Julie Borgeaud, Philippe Dagen, Didier Semin, du 21 juin au 23 septembre 2012
- « Louis Soutter, dessins », Fondation Le Corbusier, Paris (France), Textes de Julie Borgeaud, 15 juin au 15 septembre 2012
- « Louis Soutter, Le Corbusier - Croisements », Commissariat et conférence Julie Borgeaud, Fondation Suisse, Paris (France), du 27 juin au 30 juin à septembre 2012
- « Louis Soutter, Victor Hugo - Dessins parallèles », exposition, Maison de Victor Hugo, Hôtel de Rohan-Guéménée, Paris (France), Commissariat Julie Borgeaud, du 30 avril au 30 août 2015
- « Louis Soutter, Un Présage », Galerie Karsten Greve, Paris (France), du 29 août au 12 octobre 2020